# Liste der Biografien/Mann
Liste der Biografien |
Portal Biografien |
Personensuche
# |
A |
B |
C |
D |
E |
F |
G |
H |
I |
J |
K |
L |
M |
N |
O |
P |
Q |
R |
S |
T |
U |
V |
W |
X |
Y |
Z |
?
 
Ma |
Mb |
Mc |
Md |
Me |
Mf |
Mg |
Mh |
Mi |
Mj |
Mk |
Ml |
Mm |
Mn |
Mo |
Mp |
Mq |
Mr |
Ms |
Mt |
Mu |
Mv |
Mw |
Mx |
My |
Mz
 
Maa |
Mab |
Mac |
Mad |
Mae |
Maf |
Mag |
Mah |
Mai |
Maj |
Mak |
Mal |
Mam |
Man |
Mao |
Map |
Maq |
Mar |
Mas |
Mat |
Mau |
Mav |
Maw |
Max |
May |
Maz
 
Mana |
Manb |
Manc |
Mand |
Mane |
Manf |
Mang |
Manh |
Mani |
Manj |
Mank |
Manl |
Mann |
Mano |
Manp |
Manq |
Manr |
Mans |
Mant |
Manu |
Manv |
Manw |
Many |
Manz
Die Liste der Biografien führt alle Personen auf, die in der deutschsprachigen Wikipedia einen Artikel haben. Dieses ist eine Teilliste mit 634 Einträgen von Personen, deren Namen mit den Buchstaben „Mann“ beginnt.

## Mann
- Mann (* 1991), US-amerikanischer Rapper

#### Mann A
- Mann aus Hogenseth, Moorleiche
- Mann aus Jührdenerfeld, Moorleiche

#### Mann B
- Mann Borgese, Elisabeth (1918–2002), deutsch-kanadische Meeresrechtlerin und Ökologin

#### Mann E
- Mann Edler von Tiechler, Ernst Ritter von (1864–1934), deutscher Vizeadmiral

#### Mann M
- Mann mit der eisernen Maske († 1703), Staatsgefangener von Ludwig XIV.

#### Mann V
- Mann von Bernuthsfeld, MoorleicheMann von Bernuthsfeld
- Mann von Bleivik, Moorleiche
- Mann von Borremose, Moorleiche
- Mann von Damendorf, Moorleiche
- Mann von Dätgen, Moorleiche

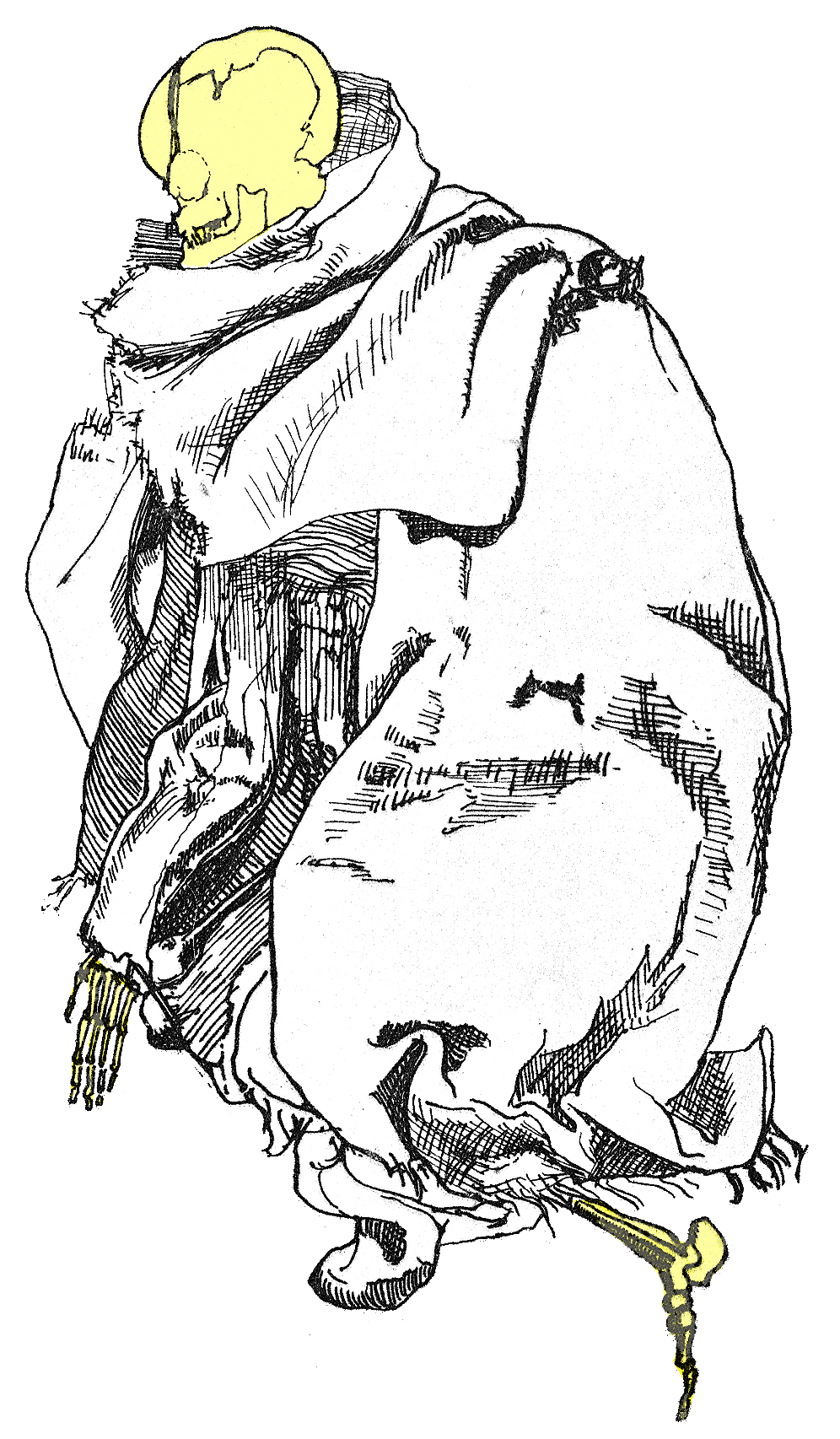
Mann von Bernuthsfeld

- Mann von Emmer-Erfscheidenveen, Moorleiche
- Mann von Exloermond, Moorleiche
- Mann von Gallagh, Moorleiche
- Mann von Granhammar, schwedisches Mordopfer
- Mann von Husbäke 1931, Moorleiche
- Mann von Husbäke 1936, Moorleiche
- Mann von Koelbjerg, Moorleiche
- Mann von Kreepen, Moorleiche
- Mann von Neu Versen, Moorleiche
- Mann von Neu-England, Moorleiche
- Mann von Obenaltendorf, Moorleiche
- Mann von Osterby, MoorleicheMann von Osterby
- Mann von Porsmose, Moorleiche

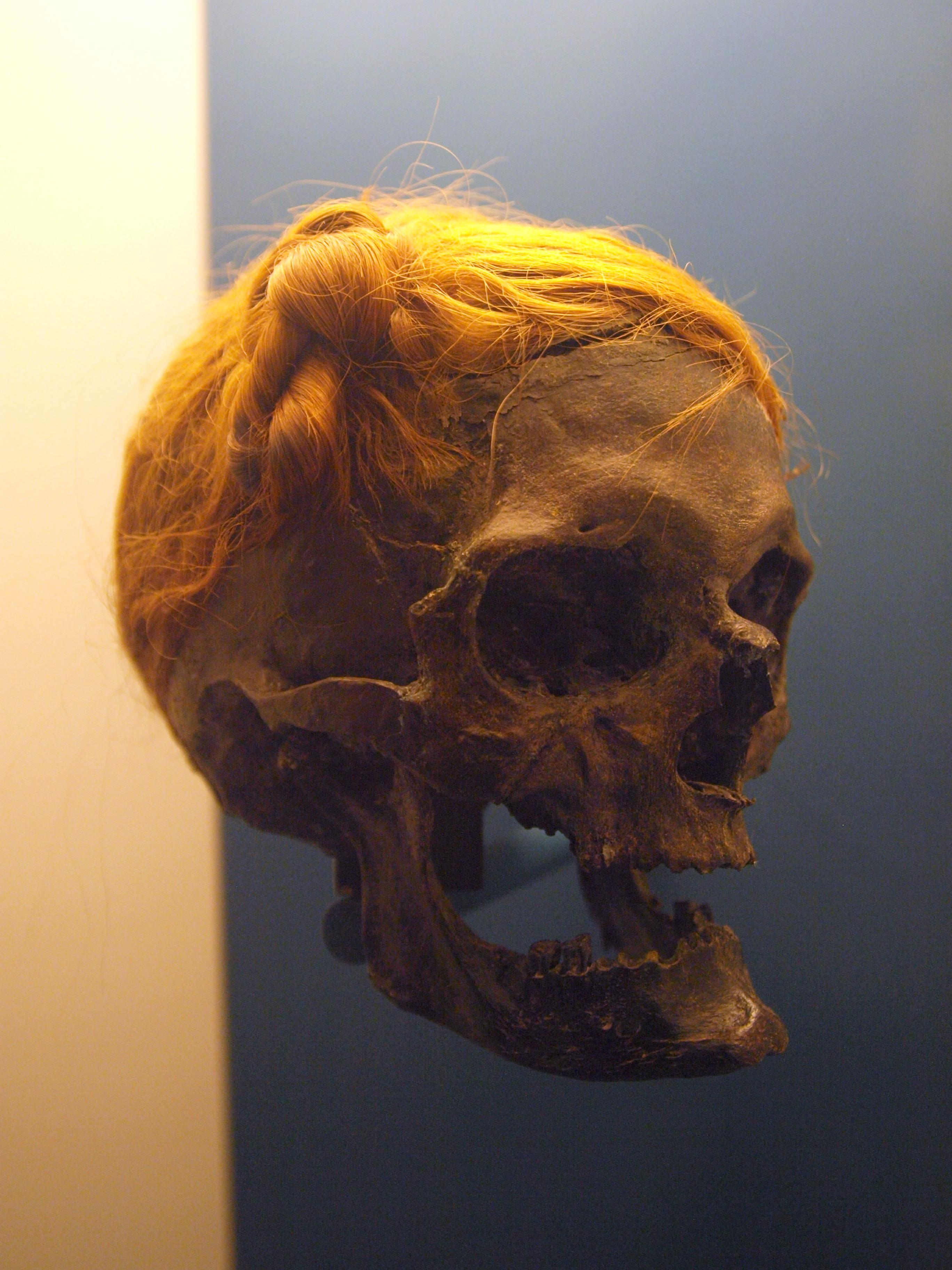
Mann von Osterby

- Mann von Pritschöna, Skelettfund der schnurkeramischen Kultur
- Mann von Rendswühren, Moorleiche
- Mann von St. Bees († 1368), Mumie
- Mann von Windeby, Moorleiche
- Mann von Worsley Moss, Moorleiche

### Mann,
- Mann, Aarti (* 1978), US-amerikanische Schauspielerin
- Mann, Abby (1923–2008), US-amerikanischer Drehbuchautor und Filmproduzent
- Mann, Abijah junior (1793–1868), US-amerikanischer Jurist und Politiker
- Mann, Aimee (* 1960), US-amerikanische Sängerin, Songwriterin, Bassistin und GitarristinAimee Mann (* 1960)

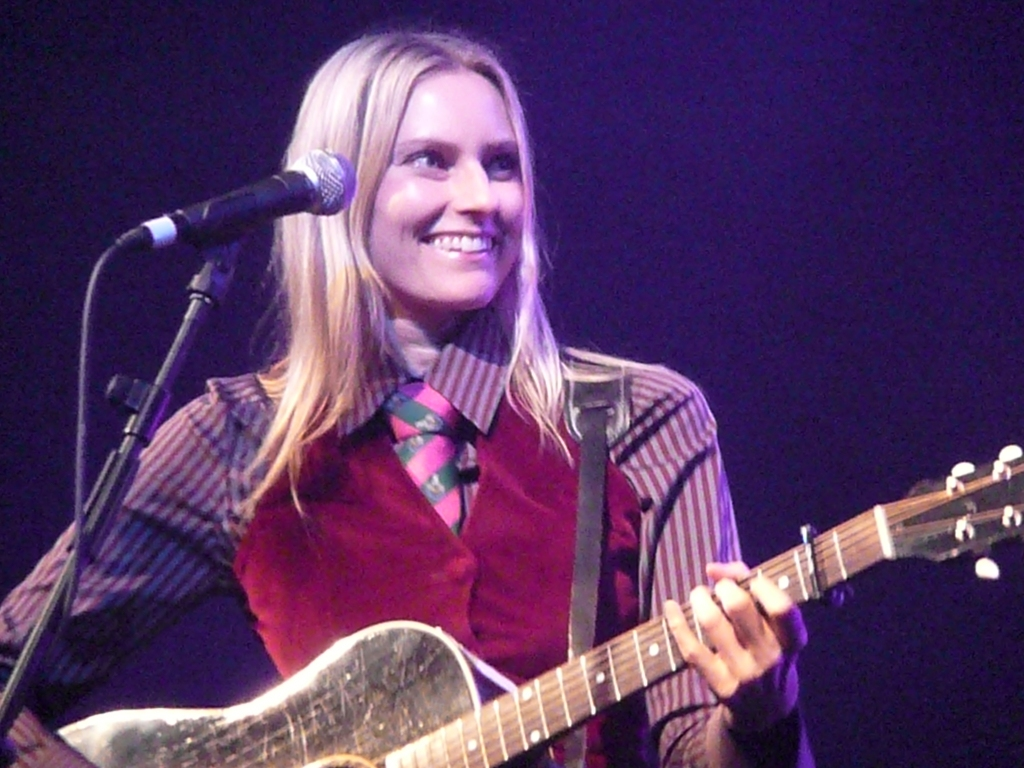
Aimee Mann (* 1960)

- Mann, Alakina (* 1990), britische Kinderdarstellerin
- Mann, Albert (1902–1964), deutscher Maler und Grafiker
- Mann, Albin (1883–1960), Landtagsabgeordneter Volksstaat Hessen
- Mann, Albrecht (1812–1868), deutscher Richter und Parlamentarier
- Mann, Albrecht (1925–2003), deutscher Universitätsprofessor für Baugeschichte
- Mann, Alexander (1853–1908), schottischer Maler des Spätimpressionismus
- Mann, Alexander (* 1980), deutscher Bobfahrer
- Mann, Alfred (1889–1937), Erwachsenenpädagoge
- Mann, Alfred (1917–2006), deutsch-amerikanischer Musikwissenschaftler, Cembalist und Hochschullehrer
- Mann, Allan, britischer Bauingenieur
- Mann, Aman, indischer Filmproduzent
- Mann, Ambrose Dudley (1801–1889), US-amerikanischer Diplomat, erster Assistant Secretary of State der USA
- Mann, Ami Canaan (* 1969), US-amerikanische Regisseurin und Drehbuchautorin
- Mann, André (* 1970), deutscher Theater-, Filmschauspieler und Synchronsprecher
- Mann, Andrea (* 1965), deutsche Tischtennisspielerin
- Mann, Andreas (* 1967), deutscher Wirtschaftsmediator und Moderator
- Mann, Andy (1949–2001), US-amerikanischer Videokünstler
- Mann, Angelika (* 1949), deutsche Sängerin und SchauspielerinAngelika Mann (* 1949)

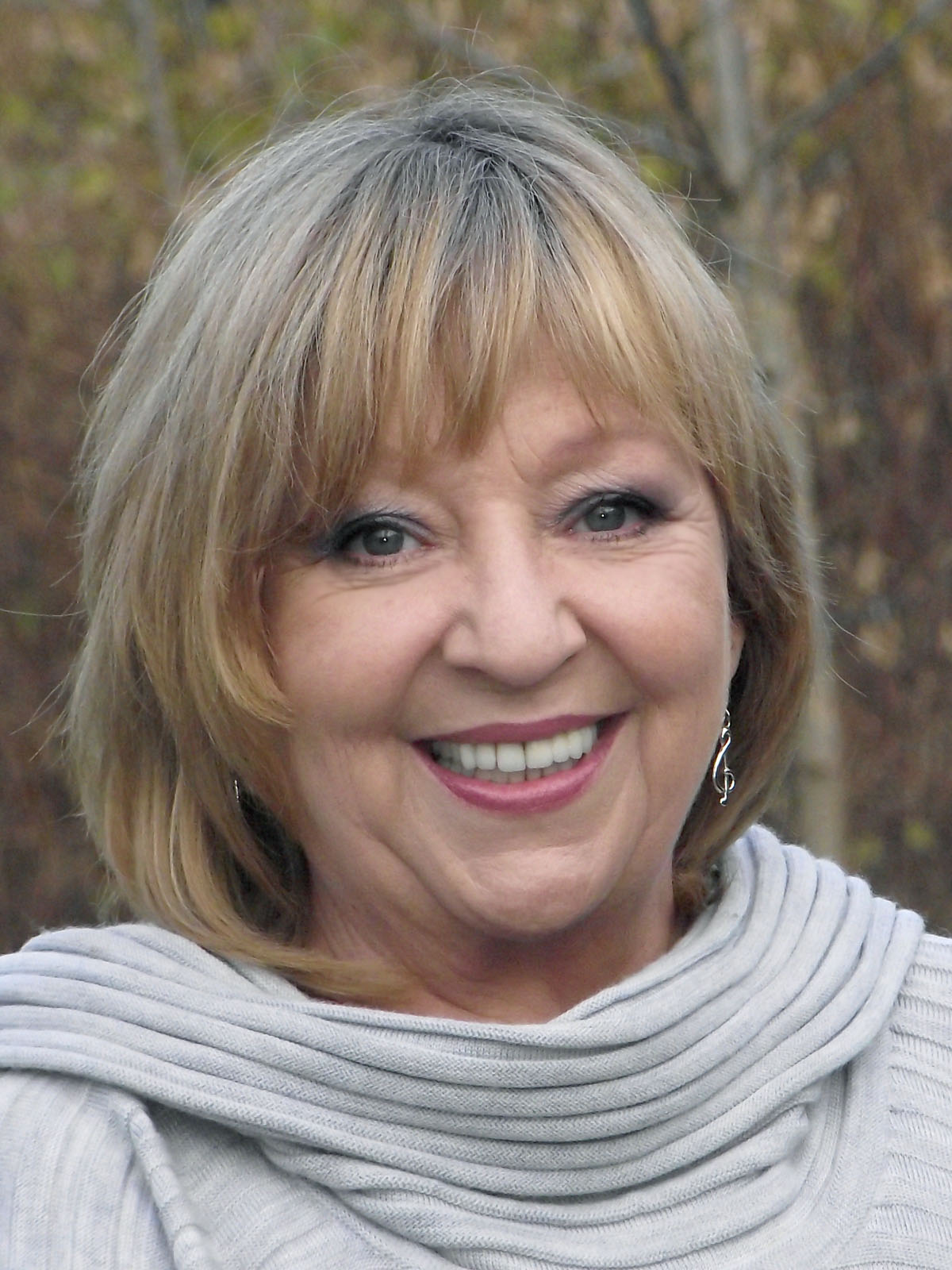
Angelika Mann (* 1949)

- Mann, Annemie, deutsche Tischtennisspielerin
- Mann, Annette (* 1977), deutsche Luftfahrtmanagerin
- Mann, Anthony (1906–1967), US-amerikanischer Filmregisseur
- Mann, Arthur Henry (1850–1929), britischer Organist and Komponist von Kirchenliedern
- Mann, Artur (* 1990), deutscher Boxsportler
- Mann, Barry (* 1939), US-amerikanischer Songwriter und Musikproduzent
- Mann, Bernhard (* 1936), deutscher Historiker
- Mann, Bernhard (* 1950), deutscher Gesundheits- und Sozialwissenschaftler und Hochschullehrer
- Mann, Bhagwant (* 1973), indischer Politiker
- Mann, Bruce H. (* 1950), US-amerikanischer Rechtswissenschaftler
- Mann, Bruno (1874–1938), deutscher Politiker und Oberbürgermeister von Erfurt
- Mann, Burkhard, deutscher Schauspieler und Ingenieur
- Mann, Byron (* 1967), US-amerikanischer Schauspieler
- Mann, Cameron (* 1977), kanadischer Eishockeyspieler
- Mann, Carel (1871–1928), niederländischer Schachkomponist
- Mann, Carl (1942–2020), US-amerikanischer Sänger und Pianist
- Mann, Carla (1881–1910), deutsche SchauspielerinCarla Mann (1881–1910)

Carla Mann (1881–1910)

- Mann, Catherine L., US-amerikanische Ökonomin
- Mann, Charles C. (* 1955), US-amerikanischer Publizist
- Mann, Chris (1949–2018), australischer Lyriker, Komponist und Performer
- Mann, Christian (* 1971), deutscher Althistoriker und Schachspieler
- Mann, Christine (* 1944), deutsche Autorin, Pädagogin, Theologin und Psychologin
- Mann, Claude (* 1940), französischer Schauspieler, Sänger, Regisseur und Theaterdirektor
- Mann, Clive F. (1942–2022), britischer Ornithologe
- Mann, Coramae Richey (1931–2004), US-amerikanische Soziologin
- Mann, Craig, kanadischer Mischtonmeister
- Mann, Daniel (1912–1991), US-amerikanischer Film- und Fernsehregisseur
- Mann, Dany (1938–2010), deutsche Jazz-, Schlagersängerin und Schauspielerin
- Mann, Darren (* 1989), kanadischer Fernseh- und FilmschauspielerDarren Mann (* 1989)

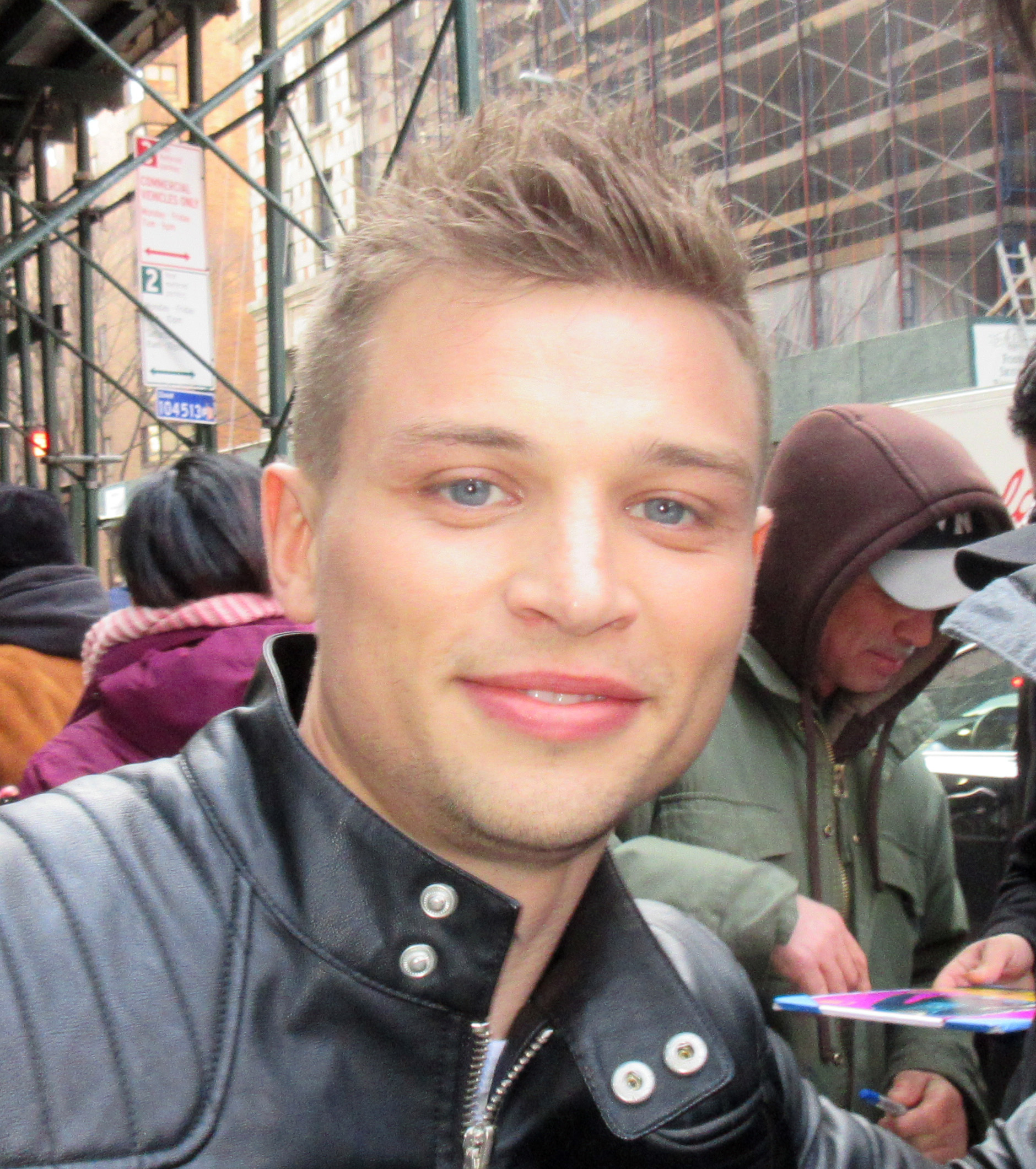
Darren Mann (* 1989)

- Mann, Dave (* 1957), kanadischer Bogenschütze
- Mann, David (1940–2004), US-amerikanischer Maler von Motorrad-Bildern
- Mann, David S. (* 1939), US-amerikanischer Politiker (Demokratische Partei)
- Mann, Delbert (1920–2007), US-amerikanischer Regisseur
- Mann, Dieter (1941–2022), deutscher Schauspieler, Hörspielsprecher und Hochschullehrer
- Mann, Dietrich (1935–2000), deutscher evangelischer Theologe
- Mann, Ed (1954–2024), US-amerikanischer Perkussionist und Vibraphonist
- Mann, Edgar (* 1961), deutscher Komponist und Pianist
- Mann, Edward C. (1880–1931), US-amerikanischer Politiker
- Mann, Eleonore (1907–1980), deutsche Juristin
- Mann, Elisabeth (1838–1917), Tante Thomas Manns
- Mann, Erica (1917–2007), österreichisch-britische Architektin und Stadtplanerin
- Mann, Erik Celso, US-amerikanischer Schauspieler
- Mann, Erika (1905–1969), deutsche Schauspielerin, Kabarettistin und SchriftstellerinErika Mann (1905–1969)

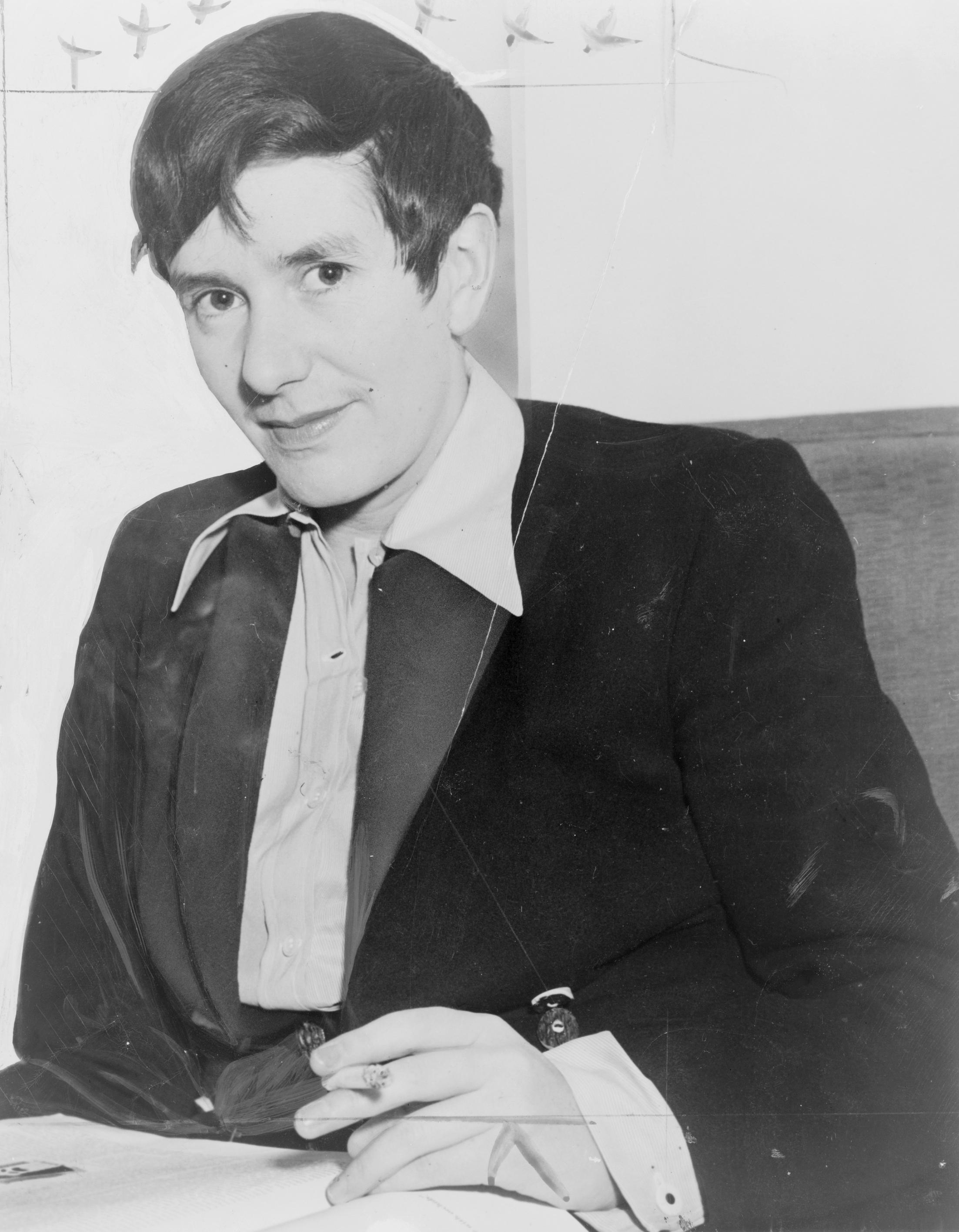
Erika Mann (1905–1969)

- Mann, Erika (* 1950), deutsche Politikerin (SPD)
- Mann, Ernst (1886–1945), deutscher Jurist in der Finanzverwaltung
- Mann, Franciszka (1917–1943), polnische Tänzerin und Opfer des Holocaust
- Mann, Frank Marcus (* 1948), deutscher Diplomat
- Mann, Franziska (1859–1927), deutsche Schriftstellerin
- Mann, Frederick Alexander (1907–1991), deutsch-britischer Jurist
- Mann, Fredric Rand (1903–1987), US-amerikanischer Diplomat
- Mann, Frido (* 1940), deutscher, amerikanischer, Schweizer und tschechischer Psychologe und Schriftsteller
- Mann, Friedbert (* 1934), deutscher Gewichthebertrainer
- Mann, Friedhelm (* 1942), deutscher Klassischer Philologe, insbesondere Gräzist
- Mann, Friedrich (1825–1906), deutscher Lehrer
- Mann, Friedrich (1847–1926), Onkel von Heinrich und Thomas Mann und das Vorbild des Christian Buddenbrook
- Mann, Fritz Karl (1883–1979), deutscher Finanzwissenschaftler und Finanzsoziologe
- Mann, Gabriel (* 1972), US-amerikanischer Schauspieler, Sänger und Model
- Mann, genannt Tiechler, Karl Christian von (1773–1837), deutscher Jurist und Herausgeber
- Mann, George (* 1978), britischer Science-Fiction-Autor und Comicszenarist
- Mann, Gerald (* 1964), deutscher Sänger, Komponist und Musikpädagoge
- Mann, Golo (1909–1994), deutsch-schweizerischer Historiker, Publizist und SchriftstellerGolo Mann (1909–1994)

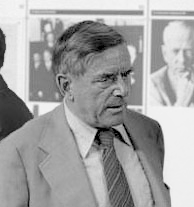
Golo Mann (1909–1994)

- Mann, Gottfried Hendrik (1858–1904), niederländischer Komponist, Dirigent und Pianist
- Mann, Gottfried Johannes (* 1953), deutscher Physiker
- Mann, Graham (1924–2000), britischer Segler
- Mann, Gunter (1924–1992), deutscher Medizinhistoriker, Museumsleiter und Hochschullehrer
- Mann, Gustav (1836–1916), deutscher Botaniker
- Mann, Hank († 1971), US-amerikanischer Schauspieler, Komiker, Regisseur und Drehbuchautor
- Mann, Hans-Joachim (* 1935), deutscher Marineoffizier, zuletzt Vizeadmiral
- Mann, Harris (1938–2023), britischer Automobil-Designer
- Mann, Heinrich (1871–1950), deutscher SchriftstellerHeinrich Mann (1871–1950)

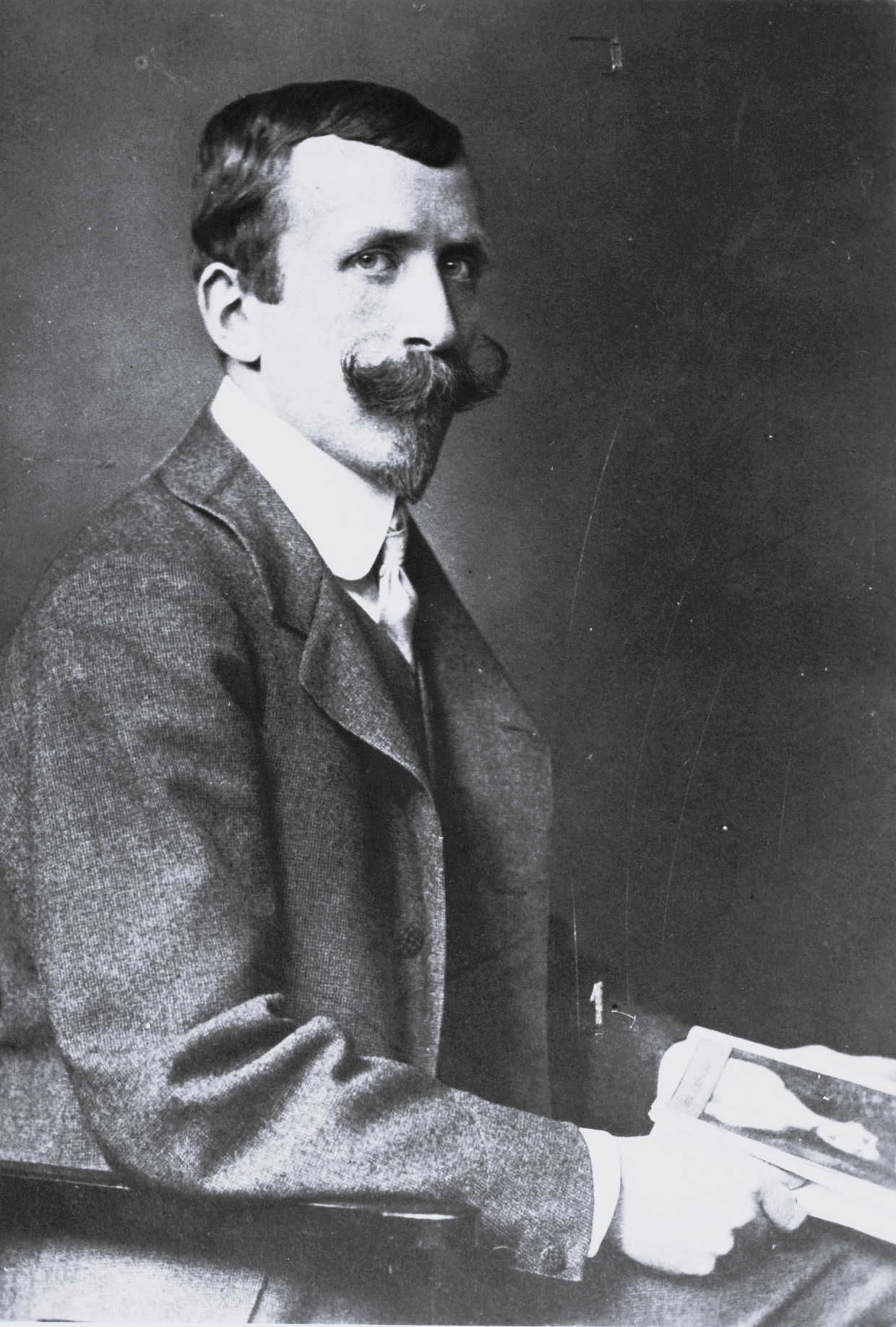
Heinrich Mann (1871–1950)

- Mann, Heinrich (1927–2020), deutscher Bauunternehmer und Politiker (FDP), Vizepräsident des saarländischen Landtags
- Mann, Henry (1905–2000), US-amerikanischer Mathematiker und Hochschullehrer
- Mann, Herbert (1896–1977), deutscher Polizeibeamter
- Mann, Herbie (1930–2003), US-amerikanischer Jazzflötist
- Mann, Holger (* 1979), deutscher Politiker (SPD), MdL
- Mann, Horace (1796–1859), US-amerikanischer Politiker und Pädagoge
- Mann, Horace junior (1844–1868), US-amerikanischer Botaniker
- Mann, Horace, 1. Baronet (1706–1786), britischer Diplomat
- Mann, Horst (1927–2018), deutscher Leichtathlet, Schiffbauingenieur und Fachautor
- Mann, Howie (1927–2001), US-amerikanischer Jazz-Schlagzeuger, Bandleader und Musikpädagoge
- Mann, Hubert (1920–2014), österreichischer Schauspieler und Hörspielsprecher
- Mann, Hugo (1913–2008), deutscher Handelsunternehmer
- Mann, Ida (1893–1983), australische Augenärztin und Hochschullehrerin
- Mann, Irene (1929–1996), deutsche Tänzerin, Schauspielerin und Choreografin
- Mann, J. J. (* 1991), US-amerikanischer Basketballspieler
- Mann, James (1822–1868), US-amerikanischer Politiker
- Mann, James Robert (1856–1922), US-amerikanischer Politiker
- Mann, James Robert (1920–2010), US-amerikanischer Politiker
- Mann, Jessica (1937–2018), britische Autorin
- Mann, Job (1795–1873), US-amerikanischer Politiker
- Mann, Joel Keith (1780–1857), US-amerikanischer Politiker
- Mann, Johann (1791–1871), deutscher Kaufmann, Mitglied der Frankfurter Nationalversammlung
- Mann, Johann Adam (1821–1886), deutscher Landwirt und Abgeordneter des Bayerischen Landtags
- Mann, Johann Bernhard (1880–1945), deutscher Kapitänleutnant im Ersten Weltkrieg
- Mann, Johann Christoph (1726–1782), österreichischer Komponist und Musikpädagoge
- Mann, Johann Jacob (* 1787), württembergischer Verwaltungsbeamter
- Mann, Johann Siegmund jr. (1797–1863), deutscher Kaufmann und PolitikerJohann Siegmund Mann jr. (1797–1863)

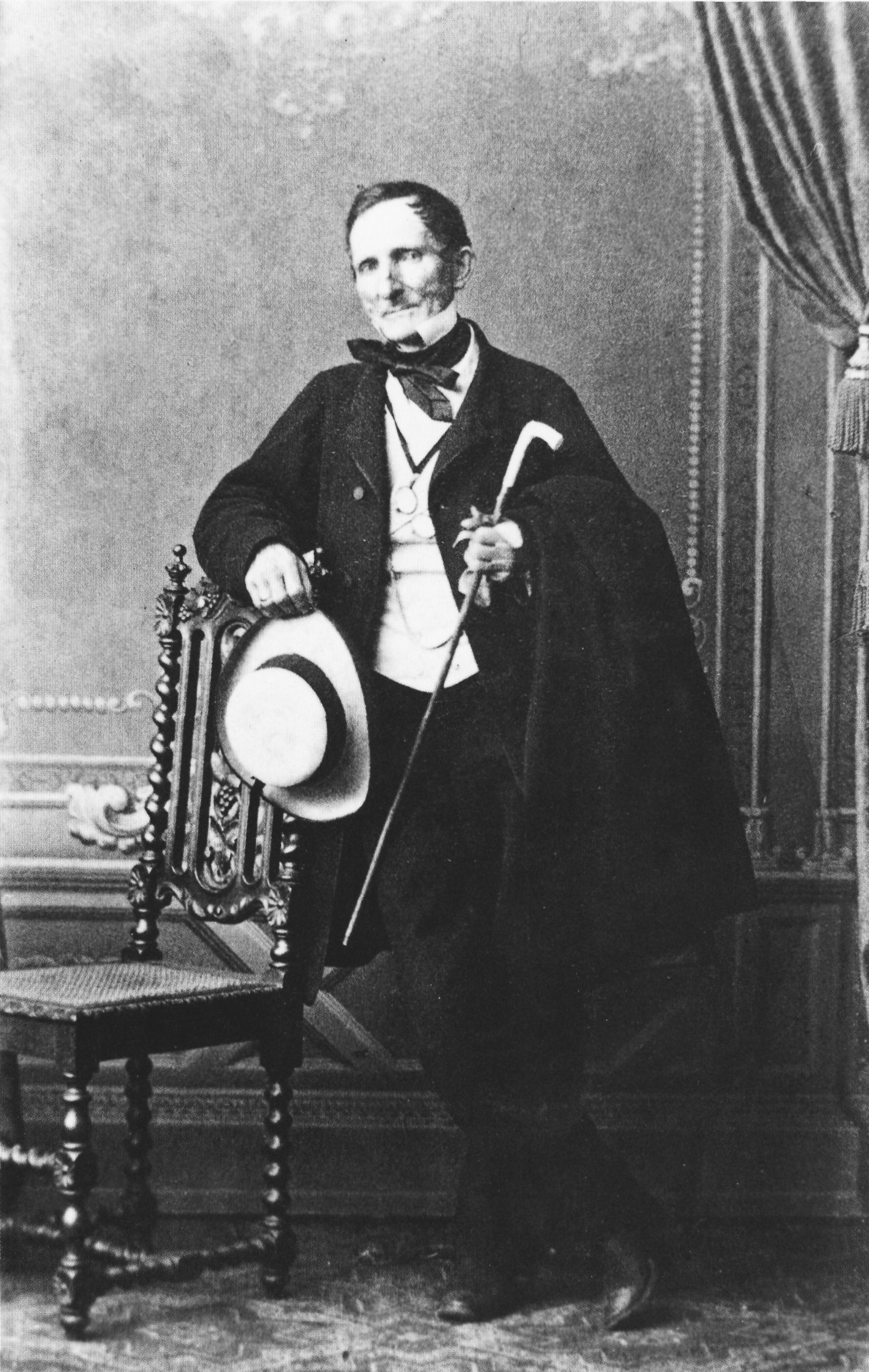
Johann Siegmund Mann jr. (1797–1863)

- Mann, John Frederick (1819–1907), britischer Entdeckungsreisender und Kartograf in Australien
- Mann, Jonathan (* 1960), kanadischer Journalist
- Mann, Jordan (* 1993), US-amerikanischer Hindernisläufer
- Mann, Josef (1883–1921), österreichischer Opernsänger (Tenor)
- Mann, Julia (* 1971), englische Badmintonspielerin
- Mann, Karl (1850–1925), deutscher Politiker
- Mann, Karl (1920–2010), deutscher Jurist
- Mann, Karl (1924–1944), österreichischer Tapezierer und Widerstandskämpfer gegen den Nationalsozialismus
- Mann, Karl (* 1948), deutscher Psychiater
- Mann, Karl Heinrich (1839–1900), schweizerischer Buchhändler, Verleger, Journalist und Arbeitersekretär
- Mann, Kasimir (1910–1975), polnischer Maler und Grafiker
- Mann, Katharina (* 1902), deutsche Konzertsängerin und Gesangspädagogin
- Mann, Katia (1883–1980), deutsche Ehefrau von Thomas Mann
- Mann, Kelsey (* 1974), US-amerikanischer Filmregisseur
- Mann, Kenny (1927–2008), US-amerikanischer Jazzmusiker
- Mann, Klaus (1906–1949), deutscher SchriftstellerKlaus Mann (1906–1949)

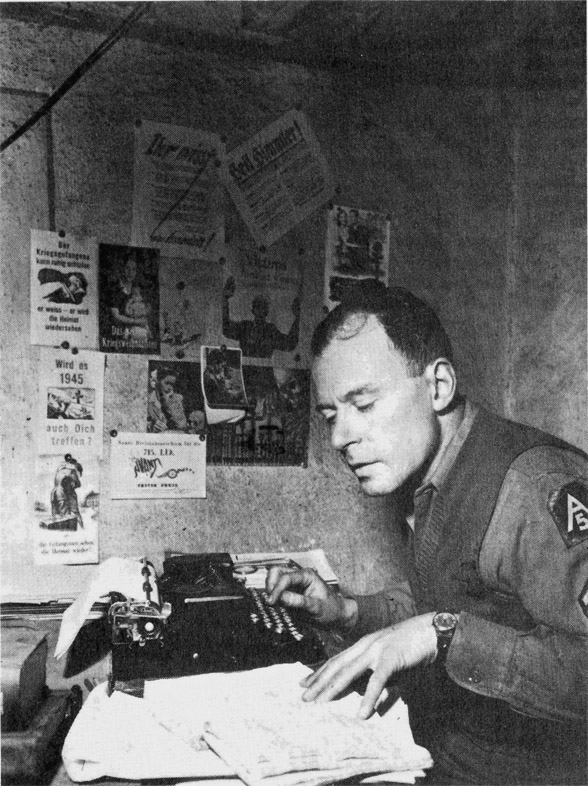
Klaus Mann (1906–1949)

- Mann, Kristen (* 1983), US-amerikanische Basketballspielerin
- Mann, Larry D. (1922–2014), kanadischer Schauspieler und Synchronsprecher
- Mann, Leo (1890–1958), Schweizer Politiker (SP)
- Mann, Leonard (* 1947), italienisch-US-amerikanischer Schauspieler
- Mann, Leonie (1916–1986), deutsche Autorin, Mitglied der Familie Mann
- Mann, Leslie (* 1972), US-amerikanische Schauspielerin
- Mann, Lia (1919–2020), jüdische Schriftstellerin und Aktivistin
- Mann, Lothar (1935–2020), deutscher Schauspieler, Hörspiel- und Synchronsprecher
- Mann, Ludwig (1866–1936), deutscher Neuropathologe
- Mann, Ludwig (1871–1959), deutscher Bauingenieur
- Mann, Manfred (* 1940), südafrikanisch-britischer RockmusikerManfred Mann (* 1940)

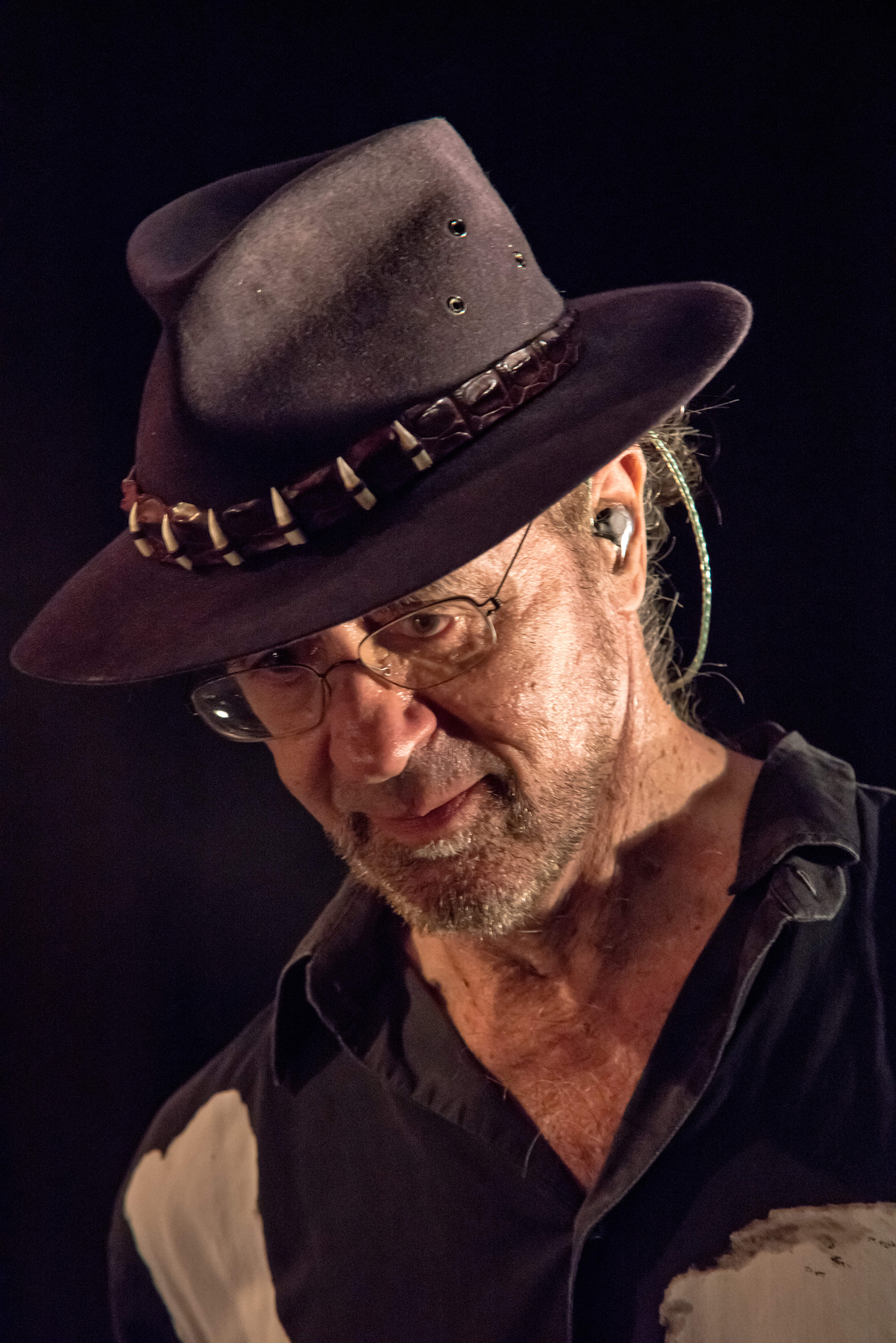
Manfred Mann (* 1940)

- Mann, Marcel (1987–2025), deutscher Synchronsprecher und Comedian
- Mann, Marcus (* 1984), deutscher Fußballspieler
- Mann, Marek Richard (* 1942), deutscher Künstler und Buchillustrator
- Mann, Martin (* 1944), deutscher Schlagersänger, Komponist, Texter und Produzent
- Mann, Mathilde (1859–1925), deutsche Übersetzerin und Lektorin
- Mann, Matthias (* 1959), deutscher Physiker und Biochemiker
- Mann, Maximilian (* 1987), deutscher Musicaldarsteller
- Mann, Mendel (1916–1975), polnischer Schriftsteller, Journalist, Zeichner und Maler
- Mann, Michael (1919–1977), deutsch-US-amerikanischer Musiker und Literaturwissenschaftler
- Mann, Michael (* 1942), britischer Soziologe
- Mann, Michael (* 1943), US-amerikanischer Regisseur, Produzent und DrehbuchautorMichael Mann (* 1943)

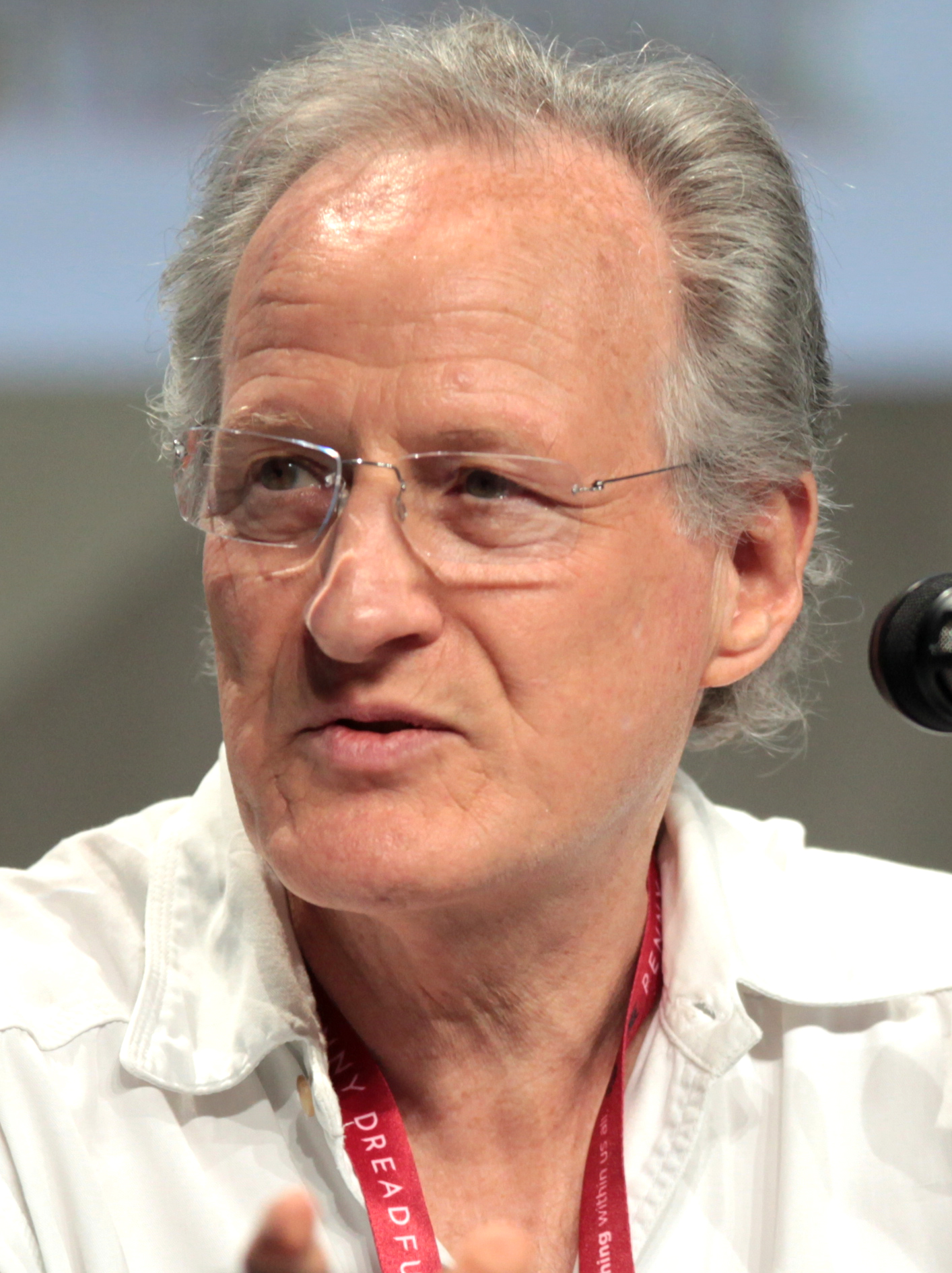
Michael Mann (* 1943)

- Mann, Michael (* 1959), deutscher Historiker
- Mann, Michael E. (* 1965), US-amerikanischer Klimatologe mit dem Forschungsschwerpunkt Paläoklimatologie
- Mann, Mira (* 1987), deutsche Autorin und Musikerin
- Mann, Mitchell (* 1991), englischer Snookerspieler
- Mann, Monika (1910–1992), deutsche Schriftstellerin
- Mann, Natalia (* 1987), US-amerikanische Fußballspielerin
- Mann, Nelly (1898–1944), zweite Ehefrau von Heinrich Mann
- Mann, Nete (* 1968), deutsche Schauspielerin mit ägyptischen Wurzeln
- Mann, Nicholas, US-amerikanischer Geiger, Bratschist und Musikpädagoge
- Mann, Nicolas (* 2000), deutscher Triathlet
- Mann, Nicole (* 1977), US-amerikanische Astronautin der NASA
- Mann, Nigel (1919–1984), britischer Autorennfahrer
- Mann, Norbert (* 1943), deutscher Politiker (Bündnis 90/Die Grünen), MdB
- Mann, Ortrud (1917–2006), schwedische Dirigentin
- Mann, Oskar (1867–1917), deutscher Orientalist und Iranist
- Mann, Otto (1898–1985), deutscher Germanist und Hochschullehrer
- Mann, Paul (1910–1983), österreichischer Filmkomponist und Liedschreiber
- Mann, Paul (1913–1985), kanadischer Schauspieler und Sänger
- Mann, Philipp Leonhard (1819–1876), deutscher Unternehmer und Politiker
- Mann, Phillip (1942–2022), britischer Science-Fiction-Autor
- Mann, Pippa (* 1983), britische AutomobilrennfahrerinPippa Mann (* 1983)

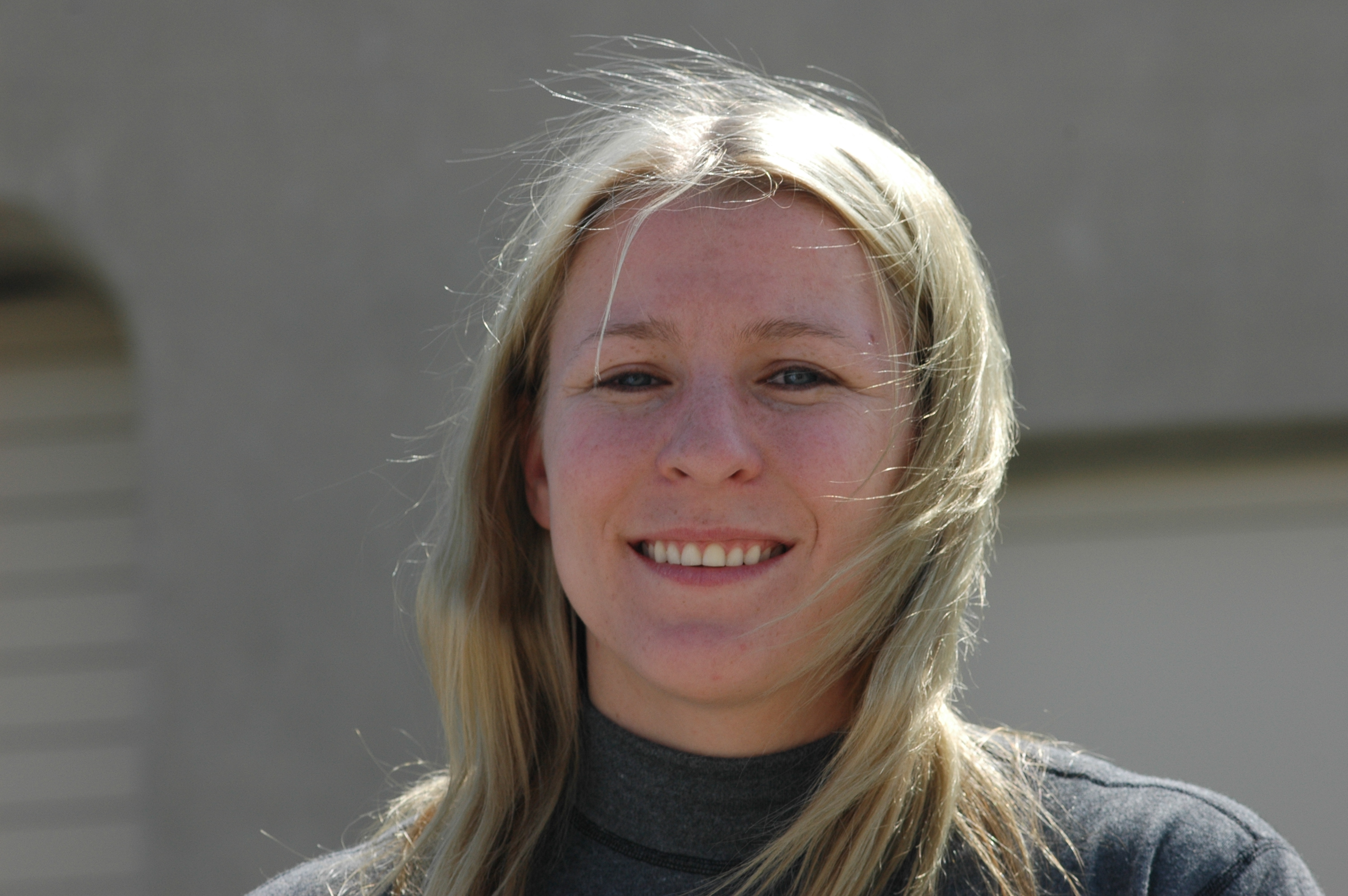
Pippa Mann (* 1983)

- Mann, Rahel Renate (1937–2022), deutsche Psychotherapeutin, Lyrikerin und Überlebende des Holocaust
- Mann, Ralph (1949–2025), US-amerikanischer Hürdenläufer und Unternehmer
- Mann, Renate (1953–2021), österreichische Politikerin (SPÖ), Landtagsabgeordnete
- Mann, Richard (1893–1960), deutscher Politiker (NSDAP), MdR
- Mann, Robert (1920–2018), US-amerikanischer Geiger, Dirigent, Komponist und Musikpädagoge
- Mann, Robert W. (1925–2010), US-amerikanischer Komponist und Musikpädagoge
- Mann, Roman (1911–1960), polnischer Filmarchitekt, Architekt, Maler, Hochschullehrer
- Mann, Sally (* 1951), US-amerikanische Fotografin
- Mann, Sandra (* 1970), deutsche Künstlerin und Fotografin
- Mann, Scott, britischer Filmregisseur, Drehbuchautor und Filmproduzent
- Mann, Shelley (1937–2005), US-amerikanische Schwimmerin
- Mann, Siegfried (1926–2011), deutscher Jurist
- Mann, Simon (* 1952), südafrikanischer Söldner, Sicherheitsexperte, ehemaliger britischer OffizierSimon Mann (* 1952)

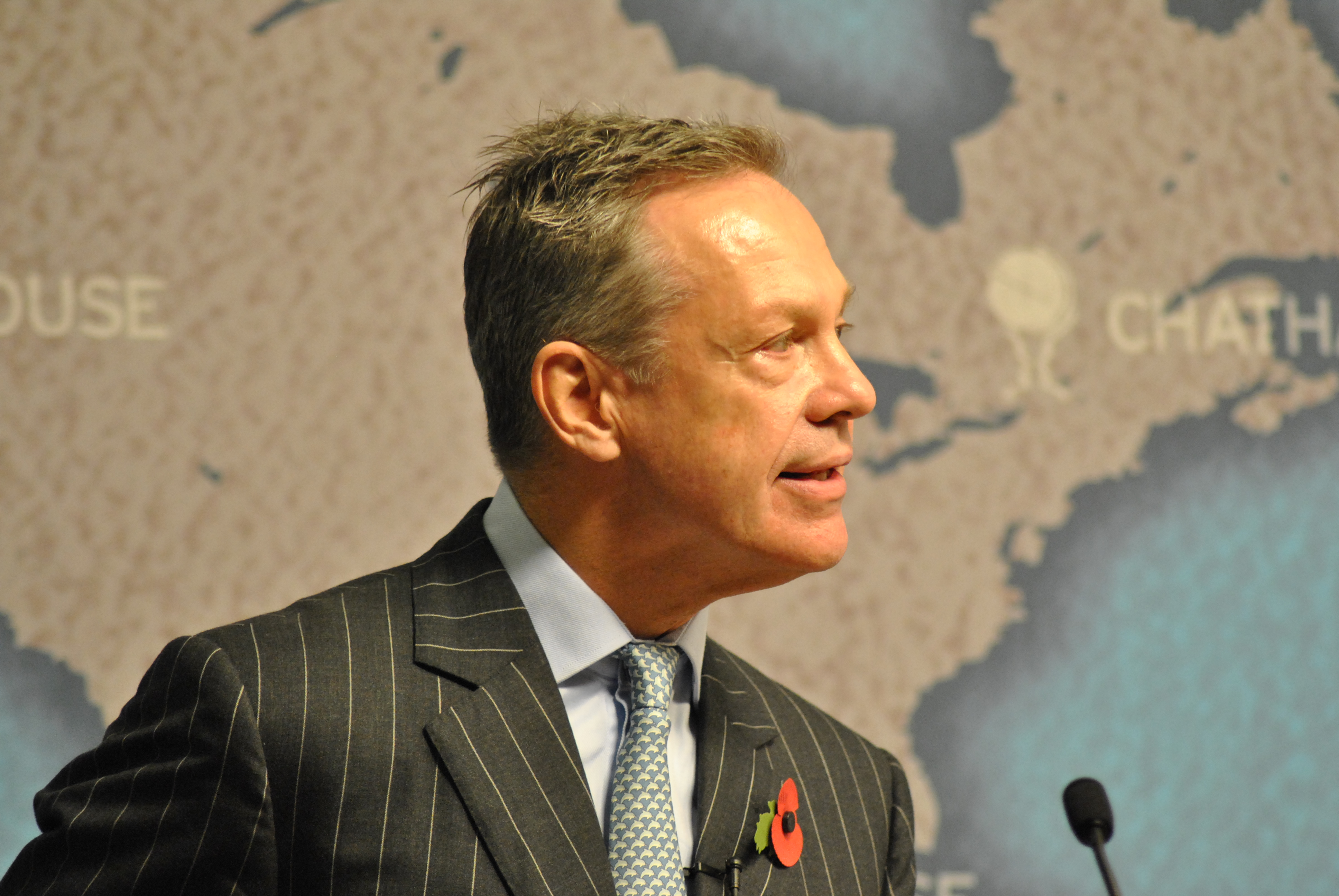
Simon Mann (* 1952)

- Mann, Simon (* 2001), italienischer Autorennfahrer
- Mann, Stanley (1928–2016), kanadischer Drehbuchautor
- Mann, Stefan (* 1975), deutscher Eishockeyspieler
- Mann, Stephen (* 1955), britischer Chemiker
- Mann, Stephen A. (1834–1881), US-amerikanischer Politiker
- Mann, Steve (* 1962), kanadischer Informatiker
- Mann, Stuart (* 1972), englischer Snookerspieler
- Mann, Stuart Edward (1905–1986), britischer Sprachwissenschaftler
- Mann, Sunil (* 1972), schweizerischer Schriftsteller
- Mann, Sy (1920–2001), US-amerikanischer Jazz- und Unterhaltungsmusiker (Piano, Arrangement, Komposition, auch Keyboards)
- Mann, Tamela (* 1966), US-amerikanische Schauspielerin und Gospelsängerin
- Mann, Terance (* 1996), US-amerikanischer Basketballspieler
- Mann, Teresa (1934–2017), panamaische Ballerina, Ballett-Lehrerin und Tanzpionierin
- Mann, Terrence (* 1951), US-amerikanischer Musical-, Film- und Fernsehschauspieler
- Mann, Thaddeus (1908–1993), österreichischer Biochemiker
- Mann, Thomas (1875–1955), deutscher Schriftsteller und ErzählerThomas Mann (1875–1955)

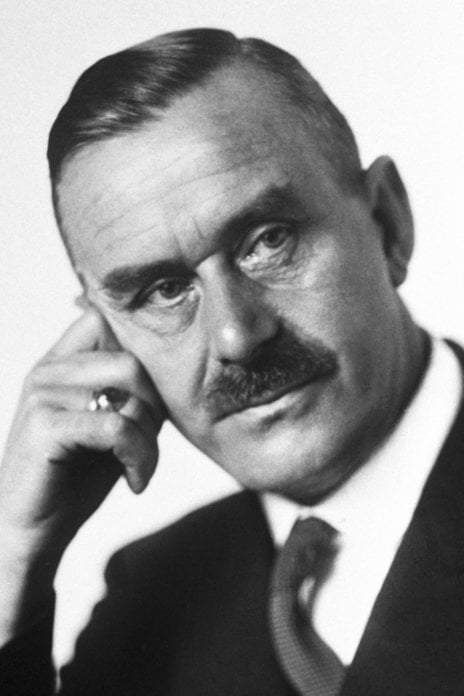
Thomas Mann (1875–1955)

- Mann, Thomas (* 1946), deutscher Politiker (CDU), MdEP
- Mann, Thomas (* 1949), US-amerikanischer Politiker (Demokratische Partei)
- Mann, Thomas (* 1963), deutscher Jurist und Hochschullehrer
- Mann, Thomas (* 1991), US-amerikanischer Schauspieler
- Mann, Thomas C. (1912–1999), US-amerikanischer Diplomat
- Mann, Thomas E. (* 1944), US-amerikanischer Politikwissenschaftler
- Mann, Thomas Johann Heinrich (1840–1891), Lübecker Kaufmann und SenatorThomas Johann Heinrich Mann (1840–1891)

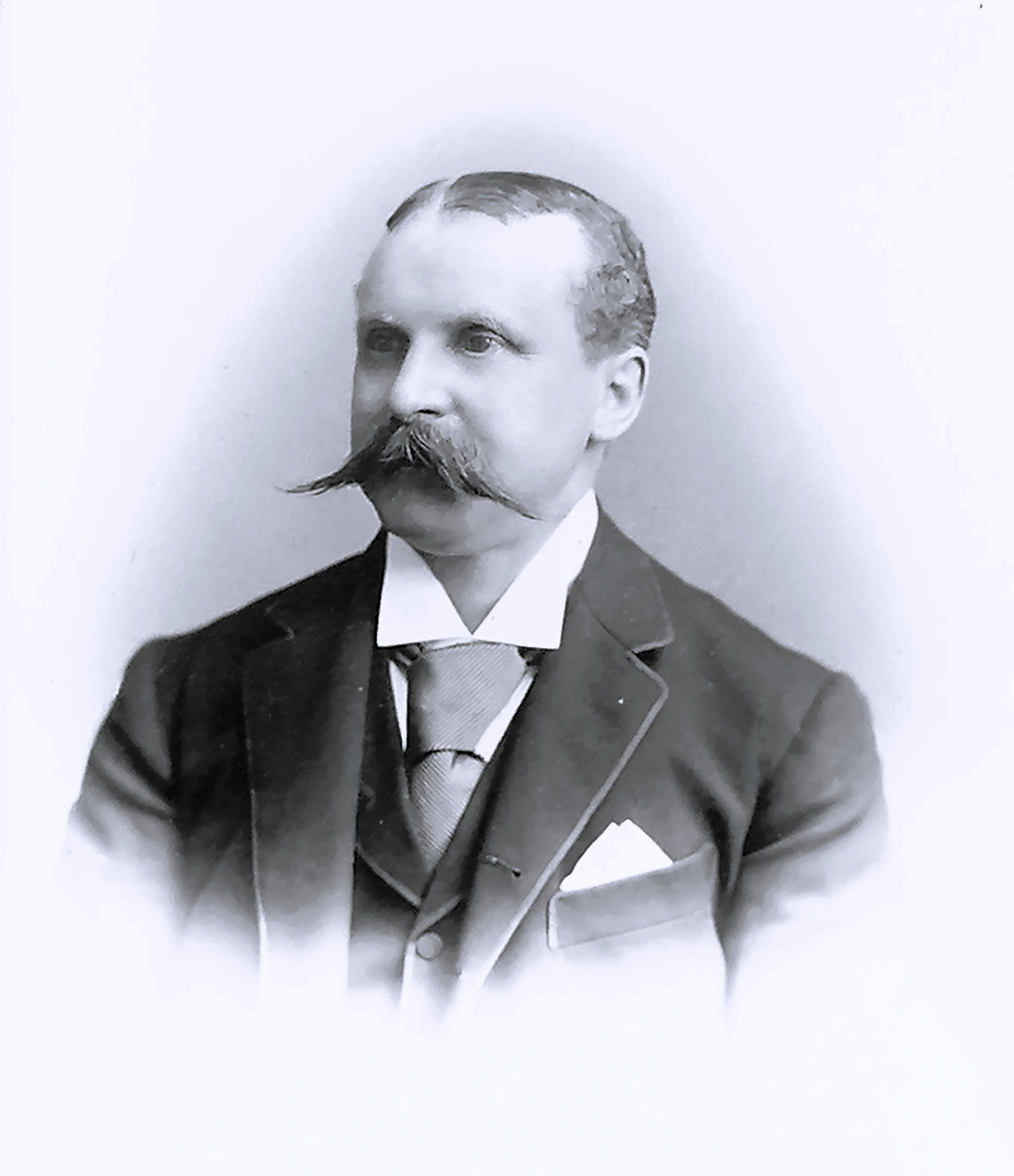
Thomas Johann Heinrich Mann (1840–1891)

- Mann, Thompson (1942–2019), US-amerikanischer Schwimmer
- Mann, Tobias (* 1976), deutscher Kabarettist, Comedian und Musiker
- Mann, Tom (1856–1941), britischer Gewerkschafter und sozialistischer Politiker
- Mann, Tracey (* 1976), US-amerikanischer Politiker
- Mann, Tre (* 2001), US-amerikanischer Basketballspieler
- Mann, Ulrich (1915–1989), deutscher evangelischer systematischer Theologe
- Mann, Ulrich (* 1953), deutscher Musiker und Komponist
- Mann, Viktor (1890–1949), Bruder der Schriftsteller Heinrich und Thomas Mann
- Mann, Vincent Heinrich (1818–1889), deutscher Jurist
- Mann, W. L., deutscher Science-Fiction-Autor
- Mann, Wesley (* 1963), US-amerikanischer Schauspieler
- Mann, Wilfried (1931–2001), deutscher Sänger
- Mann, Wilhelm Rudolf (1894–1992), deutscher Manager der I.G. Farben
- Mann, William d’Alton (1839–1920), US-amerikanischer Geschäftsmann und Zeitungsverleger
- Mann, William Hodges (1843–1927), US-amerikanischer Politiker
- Mann, William Robert (1920–2006), US-amerikanischer Mathematiker
- Mann, Wolfgang (1907–1941), deutscher Anglist
- Mann, Woody (1952–2022), US-amerikanischer Gitarrist

### Mann-

#### Mann-B
- Mann-Bouwmeester, Theo (1850–1939), niederländische Schauspielerin

#### Mann-G
- Mann-Gow, Travis (* 1988), US-amerikanischer Biathlet und Radsportler

### Manna
- Mannaʿ Khalil al-Qaṭān (1925–1999), ägyptischer sunnitischer Theologe und ehemaliger Direktor des Hohen Instituts für Justiz in Saudi-Arabien
- Manna, Gennaro (1715–1779), italienischer Komponist der Vorklassik
- Manna, Haytham (* 1951), syrischer Autor und Sprecher des syrischen Nationalen Koordinationskomitees für Demokratischen Wandel in Paris
- Manna, Paolo (1872–1951), italienischer Priester, Schriftsteller und Missionar, Seliger der römisch-katholischen Kirche
- Manna, Sailen (1924–2012), indischer Fußballspieler
- Manna, Zohar (1939–2018), israelisch-US-amerikanischer Informatiker
- Mannaberg, Hans-Georg (1912–1942), deutscher Kommunist und Widerstandskämpfer
- Mannack, Eberhard (1928–2018), deutscher Literaturwissenschaftler und Hochschullehrer
- Mannack, Thomas (* 1958), deutscher Klassischer Archäologe
- Mannagetta von Lerchenau, Johann Wilhelm (1785–1843), österreichischer Bankfachmann und Schriftsteller
- Mannagetta, Johann Wilhelm (1588–1666), kaiserlicher Leibarzt, Universitätsprofessor, Historiker und Mathematiker
- Mannai, Mohamed Ahmed al- (* 1992), katarischer Zehnkämpfer
- Mannai, Rashid al (* 1988), katarischer Hochspringer
- Mannaia, Guccio, Goldschmied
- Mannalargenna (1770–1835), Stammesführer der Aborigine
- Mannan, Xulhaz († 2016), bengalischer Mitarbeiter von USAID und LGBT-Aktivist
- Mannari, Guido (1944–1988), italienischer Schauspieler
- Mannarino, Adrian (* 1988), französischer TennisspielerAdrian Mannarino (* 1988)

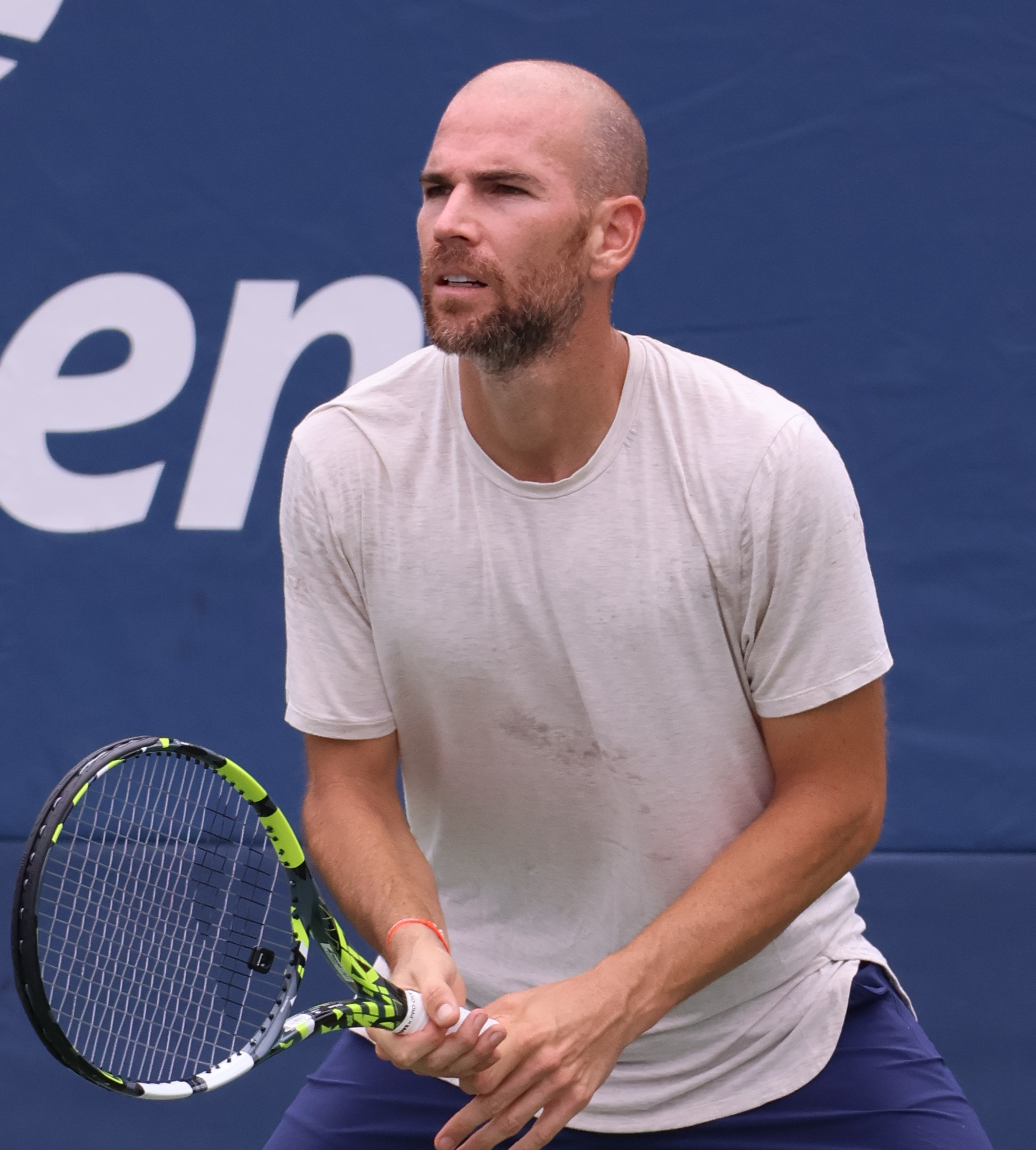
Adrian Mannarino (* 1988)

- Mannarino, Alessandro (* 1979), italienischer Cantautore
- Mannay, Charles (1745–1824), Bischof von Trier, Bischof von Auxerre und Rennes

### Mannb
- Mannbar, Artur (1913–2002), deutscher Politiker (KPD/SED)
- Mannborg, Theodor (1861–1930), schwedisch-deutscher Instrumentenbau-Unternehmer

### Mannc
- Männchen, Horst (1935–2008), deutscher Hauptabteilungsleiter im Ministerium für Staatssicherheit
- Männchen, Julia (1939–2018), deutsche Alttestamentlerin
- Mannchen, Karl Heinz (1923–1996), deutscher Filmproduzent und Drehbuchautor
- Mannchen, Walter (1905–1972), deutscher Chemiker und Hochschullehrer

### Mannd
- Manndorff, Andy (1957–2017), österreichischer Komponist und Jazzgitarrist
- Manndorff, Ferdinand (1922–2013), österreichischer Politiker (ÖVP), Landtagsabgeordneter, Abgeordneter zum Nationalrat
- Manndorff, Hans (1928–2016), österreichischer Ethnologe und Sozialanthropologe

### Manne
- Manne, Henry (1928–2015), US-amerikanischer Jurist
- Manne, Kate (* 1983), australische Sozialphilosophin und Autorin
- Manne, Robert (* 1947), australischer Politikwissenschaftler
- Manne, Shelly (1920–1984), US-amerikanischer Jazz-Schlagzeuger und KomponistShelly Manne (1920–1984)

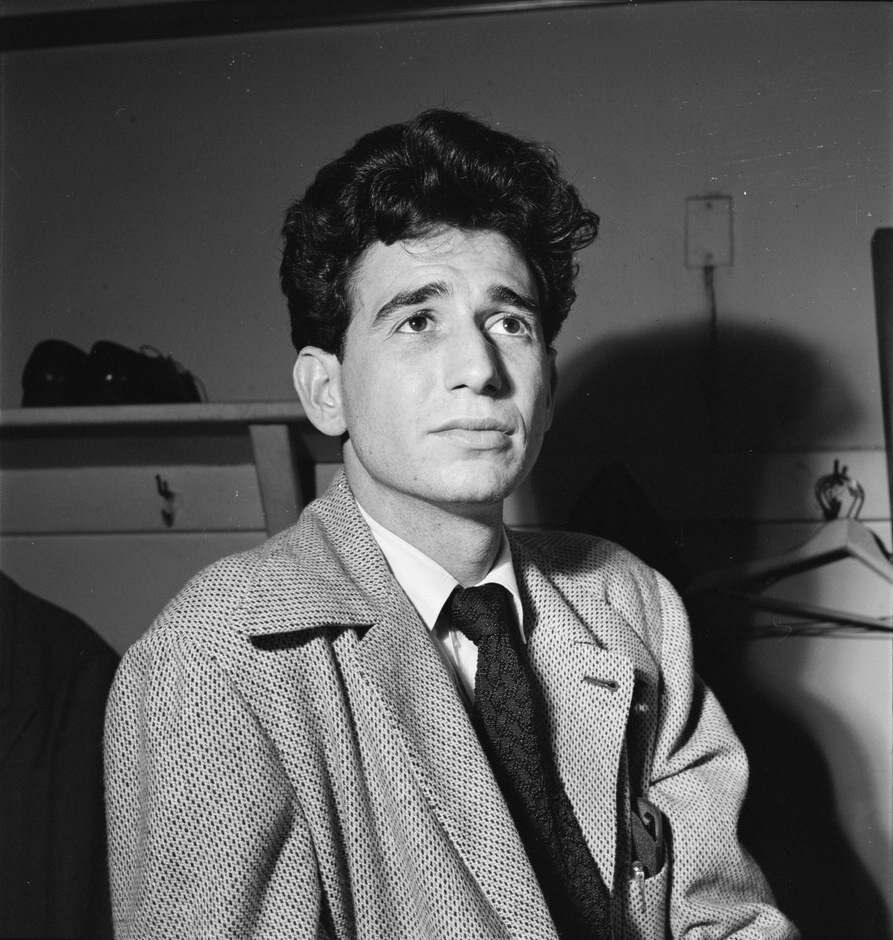
Shelly Manne (1920–1984)

- Mannebach, Johann Joseph (1765–1832), deutscher Bildhauer und Steinmetz
- Mannebach, Manfred (1954–1999), deutscher Fußballspieler und -trainer
- Manneberg, Werner (1923–2000), deutscher Politiker (SED), Vorsitzender des RdB Cottbus
- Manneck, Rolf (* 1941), deutscher Elektromechaniker und Mitglied der Volkskammer der DDR
- Mannefriedrich († 1812), deutscher Korbflechter und Räuber
- Manneh, Adama (* 1980), gambische Leichtathletin
- Manneh, Alasana (* 1998), gambischer Fußballspieler
- Manneh, Ansumana, gambischer Justizbeamter
- Manneh, Ebraima, gambischer Politiker und Diplomat
- Manneh, Ebrima (* 1978), gambischer Journalist
- Manneh, Kekuta (* 1994), gambischer Fußballspieler
- Manneh, Kujejatou († 2023), gambische Diplomatin
- Manneh, Ousman (* 1997), gambischer Fußballspieler
- Manneh, Yahya, gambischer Fußballtrainer
- Mannek, Tim (* 1997), deutscher Fußballspieler
- Manneke, Daan (* 1939), niederländischer Komponist und Dirigent
- Mannel, Beatrix (* 1961), deutsche Autorin
- Männel, Dietmar (* 1939), deutscher Fußballtrainer
- Mannel, Friederike (1783–1833), Quelle für Volkslieder und Volksmärchen
- Mannel, Gottfried (1812–1908), deutscher Chirurg und Augenarzt
- Männel, Günter (1932–2003), deutscher hauptamtlicher Mitarbeiter der DDR-Staatssicherheit, Überläufer
- Männel, Hansjörg (* 1907), deutscher Volkswirt und Parteifunktionär (NSDAP)
- Männel, Martin (* 1988), deutscher FußballtorhüterMartin Männel (* 1988)

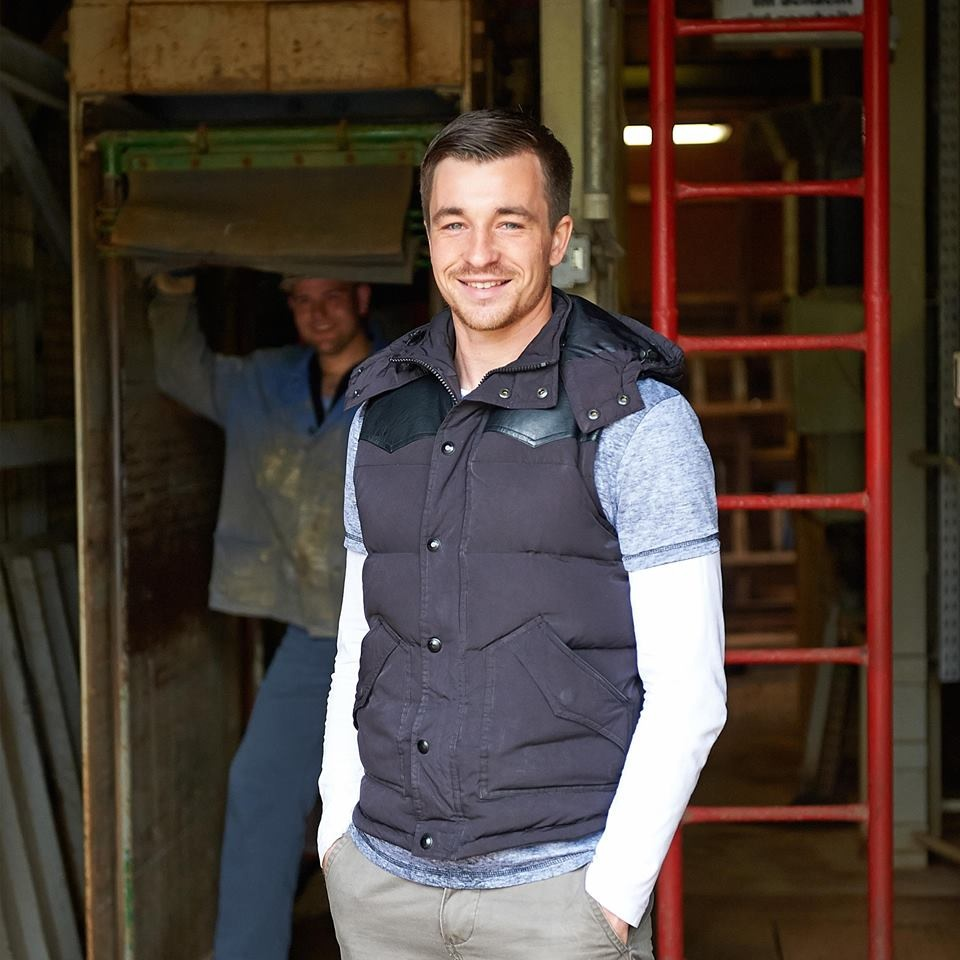
Martin Männel (* 1988)

- Männel, Otto (1887–1964), deutscher Radrennfahrer
- Männel, Wolfgang (1937–2006), deutscher Wirtschaftswissenschaftler
- Mannelli, Carlo (1640–1697), italienischer Komponist und Violinist
- Mannelli, Italo (* 1933), italienischer Physiker
- Mannelli, Luigi (1939–2017), italienischer Wasserballspieler
- Mannelli, Maurizio (1930–2014), italienischer Wasserballspieler
- Manner, Carl (1929–2017), österreichischer Unternehmer
- Manner, Eeva-Liisa (1921–1995), finnische Dichterin
- Männer, Emil (1893–1990), deutsch-österreichischer Sozialist, Grafiker und Verleger
- Manner, Friederike (1904–1956), österreichische Schriftstellerin und Literaturkritikerin
- Männer, Hannelore, deutsche Tischtennisspielerin
- Männer, Jan (1982–2022), deutscher Fußballspieler
- Manner, Josef (1865–1947), österreichischer Unternehmer
- Männer, Karl (1911–1980), deutscher Heimatpfleger
- Manner, Karl (1923–2015), österreichischer Sportschütze
- Manner, Kullervo (1880–1939), finnischer Politiker
- Männer, Kurt (* 1913), deutscher Fußballspieler
- Männer, Ludwig (1912–2003), deutscher Fußballspieler
- Männer, Matthias (* 1976), deutscher Künstler
- Manner, Richard (1906–1970), deutscher Jurist und Landrat
- Manner, Riikka (* 1981), finnische Politikerin, MdEP
- Männer, Tassilo (* 1974), deutscher Rockgitarrist
- Männer, Wilhelm (1870–1923), deutscher Politiker (BBB)
- Mannerheim, Carl Erik (1759–1837), finnischer Militär und Politiker
- Mannerheim, Carl Gustaf (1797–1854), finnischer Politiker und Entomologe
- Mannerheim, Carl Gustaf Emil (1867–1951), finnischer Offizier und StaatsmannCarl Gustaf Emil Mannerheim (1867–1951)

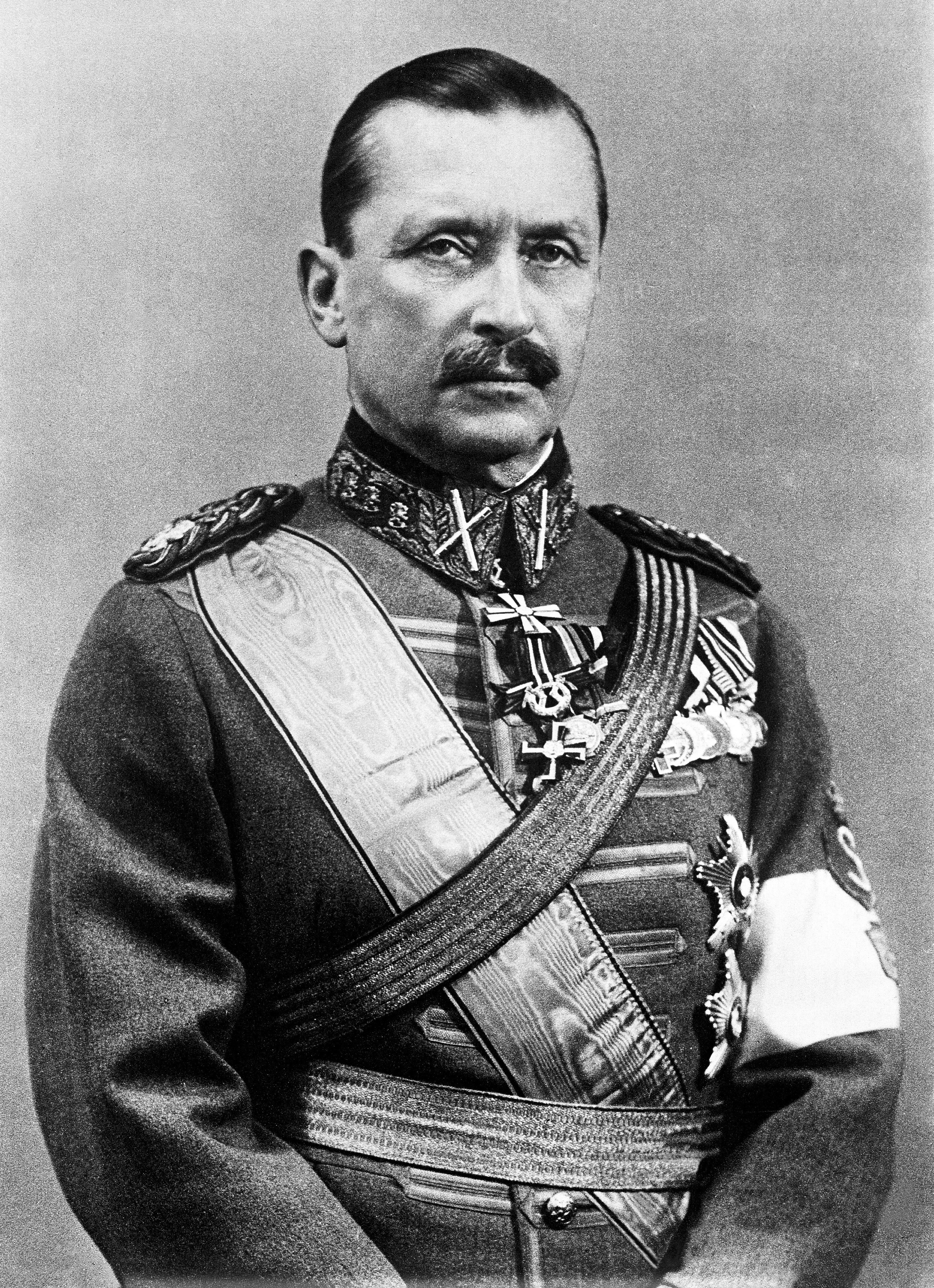
Carl Gustaf Emil Mannerheim (1867–1951)

- Mannerheim, Sophie (1863–1928), finnische Gräfin und Krankenschwester, Präsidentin des International Council of Nurses
- Mannerheim-Sparre, Eva (1870–1957), finnisch-schwedische Gräfin, Künstlerin und Autorin
- Mannering, George Edward (1862–1947), neuseeländischer Bergsteiger und Autor
- Mannerkorpi, Juha (1915–1980), finnischer Dramatiker und Romancier
- Mannermaa, Tuomo (1937–2015), finnischer evangelischer Theologe
- Manners, David (1900–1998), kanadischer Schauspieler
- Manners, David, 11. Duke of Rutland (* 1959), britischer Peer und PolitikerDavid Manners, 11. Duke of Rutland (* 1959)

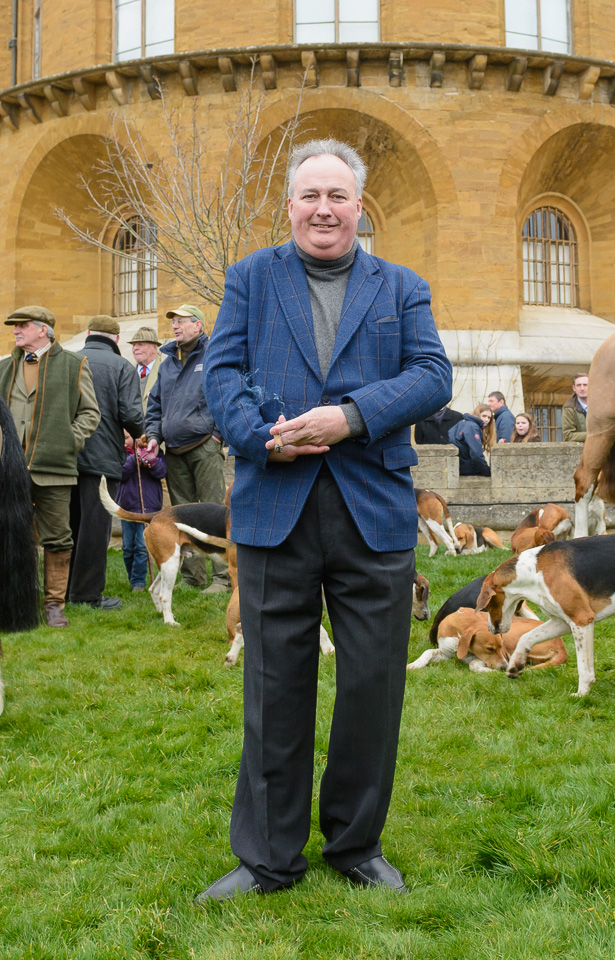
David Manners, 11. Duke of Rutland (* 1959)

- Manners, Francis, 6. Earl of Rutland (1578–1632), englischer Adliger und Politiker
- Manners, Frederick, britischer Mathematiker
- Manners, George, 11. Baron de Ros († 1513), englischer Adliger
- Manners, John, 1. Duke of Rutland (1638–1711), englisch-britischer Peer und Politiker
- Manners, John, 7. Duke of Rutland (1818–1906), britischer Politiker, Minister, Unterhausabgeordneter und Peer
- Manners, John, 8. Earl of Rutland (1604–1679), englischer Peer und Politiker
- Manners, John, Marquess of Granby (1721–1770), britischer General und Politiker
- Manners, Kim (1951–2009), US-amerikanischer Fernsehregisseur und -produzent
- Manners, Rennison (1904–1944), kanadischer Eishockeyspieler und -trainer
- Manners, Roger, 5. Earl of Rutland (1576–1612), englischer Adliger
- Manners, Russell Henry (1800–1870), britischer Admiral
- Manners, Sam (1921–2012), US-amerikanischer Filmproduzent
- Manners, Terry (* 1939), neuseeländischer Marathonläufer
- Manners, Thomas, 1. Earl of Rutland († 1543), englischer Adliger und Politiker
- Manners, Violet, Duchess of Rutland (1856–1937), britische Kunstmäzenin und Künstlerin
- Manners-Sutton, Charles, 1. Viscount Canterbury (1780–1845), britischer Politiker (Tory) und Sprecher des Unterhauses
- Manners-Sutton, John, 3. Viscount Canterbury (1814–1877), britischer Adliger, Politiker, Mitglied des House of Commons und Kolonialadministrator
- Manners-Sutton, Robert (1722–1762), britischer Offizier und Politiker
- Mannersköld, Nils Assersson (1586–1655), schwedischer Oberst
- Mannert, Konrad (1756–1834), deutscher Historiker und Geograph
- Mannes, Astrid (* 1967), deutsche Politikerin (CDU)
- Mannes, Clara (1869–1948), deutsch-amerikanische Pianistin und Musikpädagogin
- Mannes, David (1866–1959), US-amerikanischer Geiger, Dirigent und Musikpädagoge
- Mannes, Gerd (* 1969), deutscher Ingenieur und Politiker (AfD), MdLGerd Mannes (* 1969)

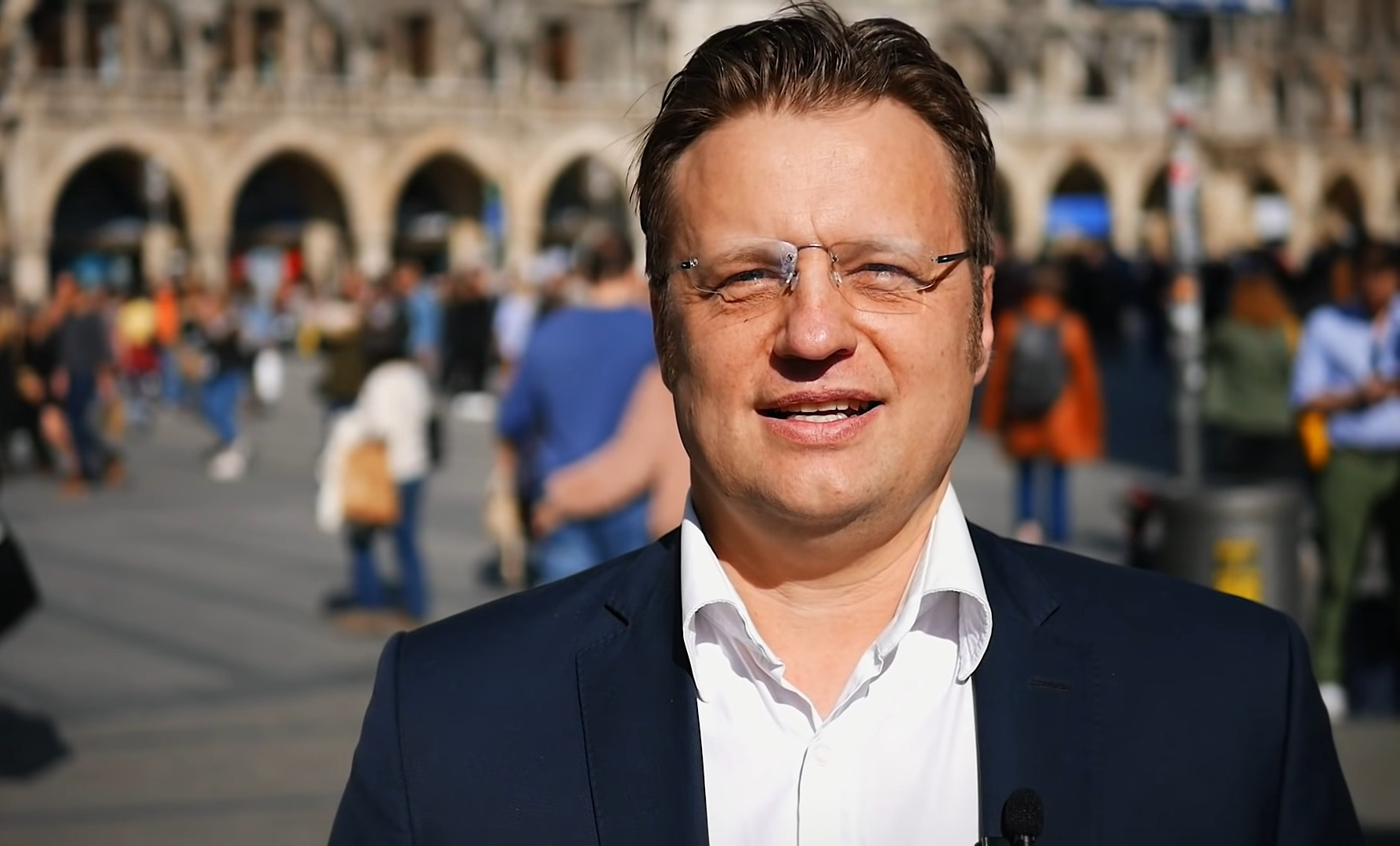
Gerd Mannes (* 1969)

- Mannes, Hendrik (* 1958), deutscher Theaterregisseur
- Mannes, Jörg (* 1969), österreichischer Balletttänzer und Choreograph
- Mannes, Leopold (1899–1964), US-amerikanischer Pianist, Komponist, Musikpädagoge und Erfinder
- Mannes, Nicklas (* 1998), deutscher Eishockeyspieler
- Mannes, Willibald (1925–2022), deutscher Zimmermann, Architekt und Autor
- Mannesmann, Alfred (1859–1944), deutscher Unternehmer
- Mannesmann, Carl (1861–1950), deutscher Unternehmer
- Mannesmann, Otto-Felix (1874–1916), deutscher Physiker und Ingenieur
- Mannesmann, Reinhard (1856–1922), deutscher Erfinder und UnternehmerReinhard Mannesmann (1856–1922)

Reinhard Mannesmann (1856–1922)

- Mannette, Elliot (1927–2018), trinidadischer Steel-Pan-Musiker
- Mannetti, Ricardo (* 1975), namibischer Fußballspieler und -trainer
- Manneville, Paul (* 1946), französischer Physiker
- Mannewitz, Dirk (* 1990), deutscher Skilangläufer
- Mannewitz, Lothar (1930–2004), deutscher Restaurator und Gestalter von Glasfenstern
- Mannewitz, Mechthild (* 1926), deutsche Malerin und Grafikerin
- Mannewitz, Tom (* 1987), deutscher Politikwissenschaftler und Hochschullehrer

### Mannf
- Mannfeld, Bernhard (1848–1925), deutscher Maler und Grafiker

### Mannh
- Mannhalter, Christine (* 1948), österreichische Biotechnologin, Hämatologin und Hochschullehrerin
- Mannhardt, Anderl (* 1939), deutscher Bergsteiger
- Mannhardt, Bernd (* 1961), deutscher Schriftsteller
- Mannhardt, Carsten (1930–2020), deutscher Architekt, Präsident der Architektenkammer Niedersachsen
- Mannhardt, Johann (1798–1878), deutscher Uhrmacher
- Mannhardt, Johann Wilhelm (1760–1831), deutscher evangelischer Theologe
- Mannhardt, Johann Wilhelm (1883–1969), deutscher Politologe und Soziologe
- Mannhardt, Julius (1834–1893), deutscher Augenarzt
- Mannhardt, Jürgen (* 1954), deutscher Offizier und Flottillenadmiral der Deutschen Marine im Ruhestand
- Mannhardt, Marco (* 2002), deutscher Fußballspieler
- Mannhardt, Renate (1920–2013), deutsche Schauspielerin
- Mannhardt, Wilhelm (1831–1880), deutscher Volkskundler, Mythologe und Bibliothekar
- Mannhardt, Zoë (* 1996), deutsche Kinderdarstellerin
- Mannhart, Jochen (* 1960), deutscher Physiker
- Mannhart, Urs (* 1975), Schweizer Prosaschriftsteller
- Mannhaupt, Gerd (* 1958), deutscher Psychologe und Pädagoge
- Mannheim, Amédée (1831–1906), französischer Ingenieur, Offizier und Mathematiker
- Mannheim, Hermann (1889–1974), deutsch-britischer Kriminologe
- Mannheim, Jean (1863–1945), deutsch-amerikanischer Maler
- Mannheim, Joseph (1904–1984), Schweizer Radio- und Zeitungsjournalist
- Mannheim, Karl (1893–1947), ungarisch-deutscher Philosoph und Soziologe
- Mannheim, Lucie (1899–1976), deutsche Bühnen- und FilmschauspielerinLucie Mannheim (1899–1976)

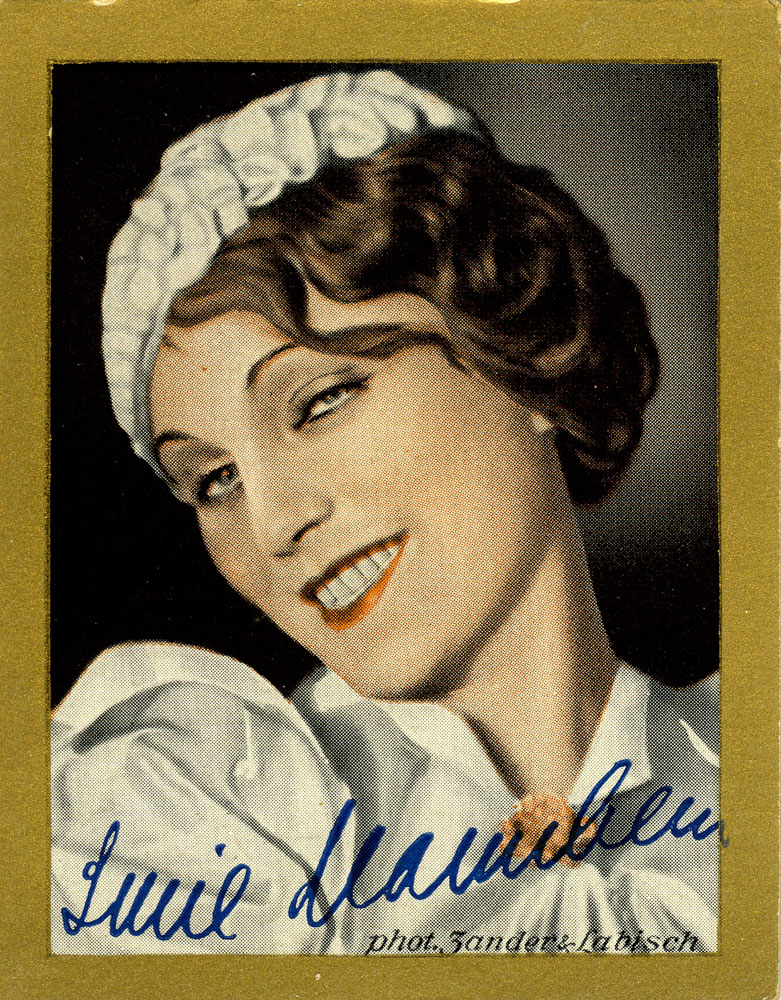
Lucie Mannheim (1899–1976)

- Mannheimer Maler, attisch-rotfiguriger Vasenmaler
- Mannheimer, Albert (1913–1972), US-amerikanischer Drehbuchautor
- Mannheimer, David (1863–1919), großherzoglich-oldenburgischer Landesrabbiner
- Mannheimer, Fritz (1890–1939), deutsch-niederländischer Bankier und Kunstsammler
- Mannheimer, Georg (1887–1942), Journalist und Schriftsteller
- Mannheimer, Herta (1891–1943), deutsche Kommunalpolitikerin (SPD)
- Mannheimer, Isaak (1793–1865), jüdischer Prediger und Rabbiner
- Mannheimer, Lazarus (* 1886), deutscher Lehrer und Kantor
- Mannheimer, Max (1920–2016), Überlebender des HolocaustMax Mannheimer (1920–2016)

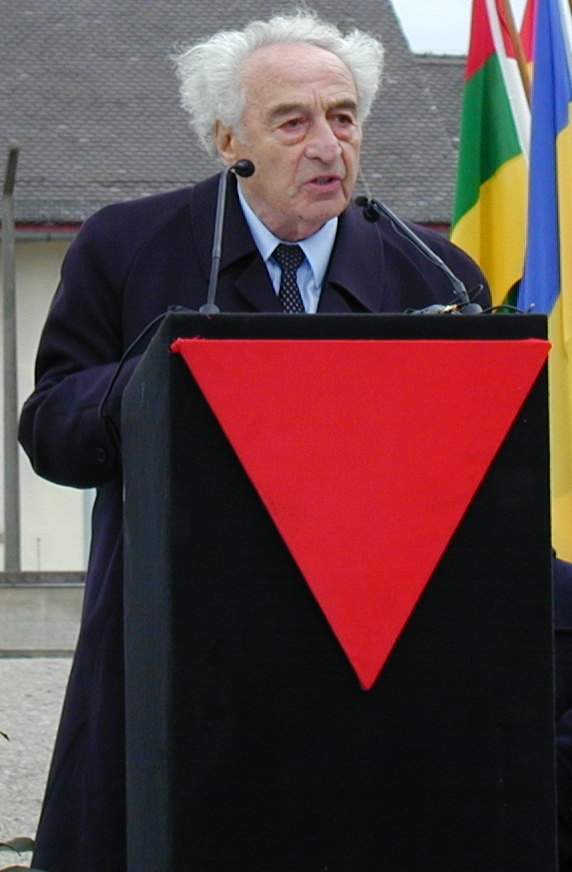
Max Mannheimer (1920–2016)

### Manni
- Männi, deutscher Punk-Musiker
- Manni, Alberto (* 1963), italienischer Fernsehregisseur
- Manni, Andrea (* 1958), italienischer Filmregisseur und Drehbuchautor
- Manni, Armando, italienischer Filmregisseur und Drehbuchautor
- Manni, Ettore (1927–1979), italienischer Filmschauspieler
- Manni, Keijo (* 1951), finnischer Ringer
- Manni, Marcello (1899–1955), italienischer Journalist
- Manniac, deutscher Animator und Comedian
- Mannich, Carl (1877–1947), deutscher Chemiker
- Mannich, Johann (* 1579), deutscher lutherischer Theologe und Verfasser eines Emblembuches
- Mannichl, Alois (* 1956), deutscher Polizist
- Mannie Fresh (* 1969), US-amerikanischer Musikproduzent und Rapper
- Männig, Günter (1928–2008), deutscher Fußballschiedsrichter
- Mannig, Kurt (1912–1996), deutscher Maler, Glasmaler, Plastiker und Restaurator sowie Kunsterzieher
- Mannig, Martin (* 1974), deutscher Maler
- Männik, Eduard (1906–1966), estnischer Schriftsteller
- Männikkö, Esko (* 1959), finnischer Fotograf
- Männil, Harry (1920–2010), estnischer Geschäftsmann, Kunstsammler, Kulturmäzen und mutmaßlicher Kriegsverbrecher
- Mannila, Lauri (* 1998), finnischer Skilangläufer
- Mannima, Tatjana (* 1980), estnische Skilangläuferin
- Mannin, Ethel (1900–1984), britische Romanciere, Reisebuchautorin und politische Aktivistin
- Manninen, Antero (* 1973), finnischer CellistAntero Manninen (* 1973)

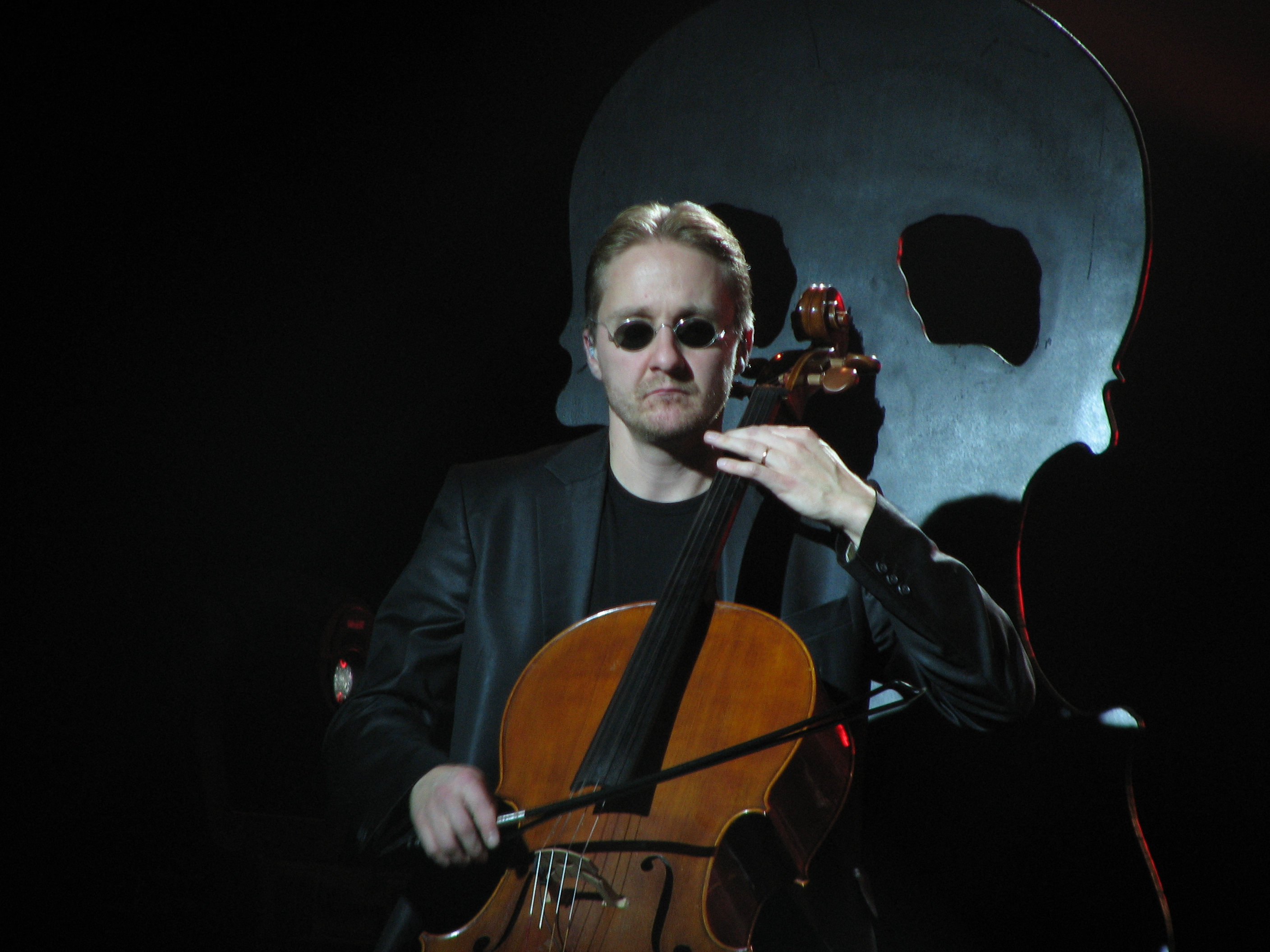
Antero Manninen (* 1973)

- Manninen, Hannu (* 1978), finnischer Nordischer Kombinierer
- Manninen, Ilari (* 1997), finnischer Hürdenläufer
- Manninen, Ilmari (1894–1933), finnischer Ethnograph
- Manninen, Kari (* 1976), finnischer Nordischer Kombinierer
- Manninen, Muddy (* 1957), finnischer Gitarrist
- Manninen, Petri (* 1965), finnischer Schauspieler
- Manninen, Rauni (* 1946), finnisch-samische Schriftstellerin
- Manning Walker, Molly (* 1993), britische Filmregisseurin, Drehbuchautorin und Kamerafrau
- Manning, Adelaide (1828–1905), Journalistin und Herausgeberin
- Manning, Alexander (1819–1903), kanadischer Unternehmer, Politiker und 20. Bürgermeister von Toronto
- Manning, Arch (* 2004), US-amerikanischer American-Football-Spieler
- Manning, Archie (* 1949), US-amerikanischer American-Football-Spieler
- Manning, Aubrey (1930–2018), britischer Zoologe und Wissenschaftsautor
- Manning, Brandon (* 1990), kanadischer Eishockeyspieler
- Manning, Brennan (1934–2013), US-amerikanischer geistlicher Schriftsteller, ehemaliger franziskanischer Priester und Redner
- Manning, Brian G. W. (1926–2011), britischer Amateurastronom und Asteroidenentdecker
- Manning, Brian Thomas (1932–2013), australischer Gewerkschafter und politischer Aktivist
- Manning, Bruce (1902–1965), US-amerikanischer Journalist, Schriftsteller und Filmemacher
- Manning, Charlotte (1803–1871), englisch-britische Frauenrechtlerin und Autorin
- Manning, Chelsea (* 1987), US-amerikanische WhistleblowerinChelsea Manning (* 1987)

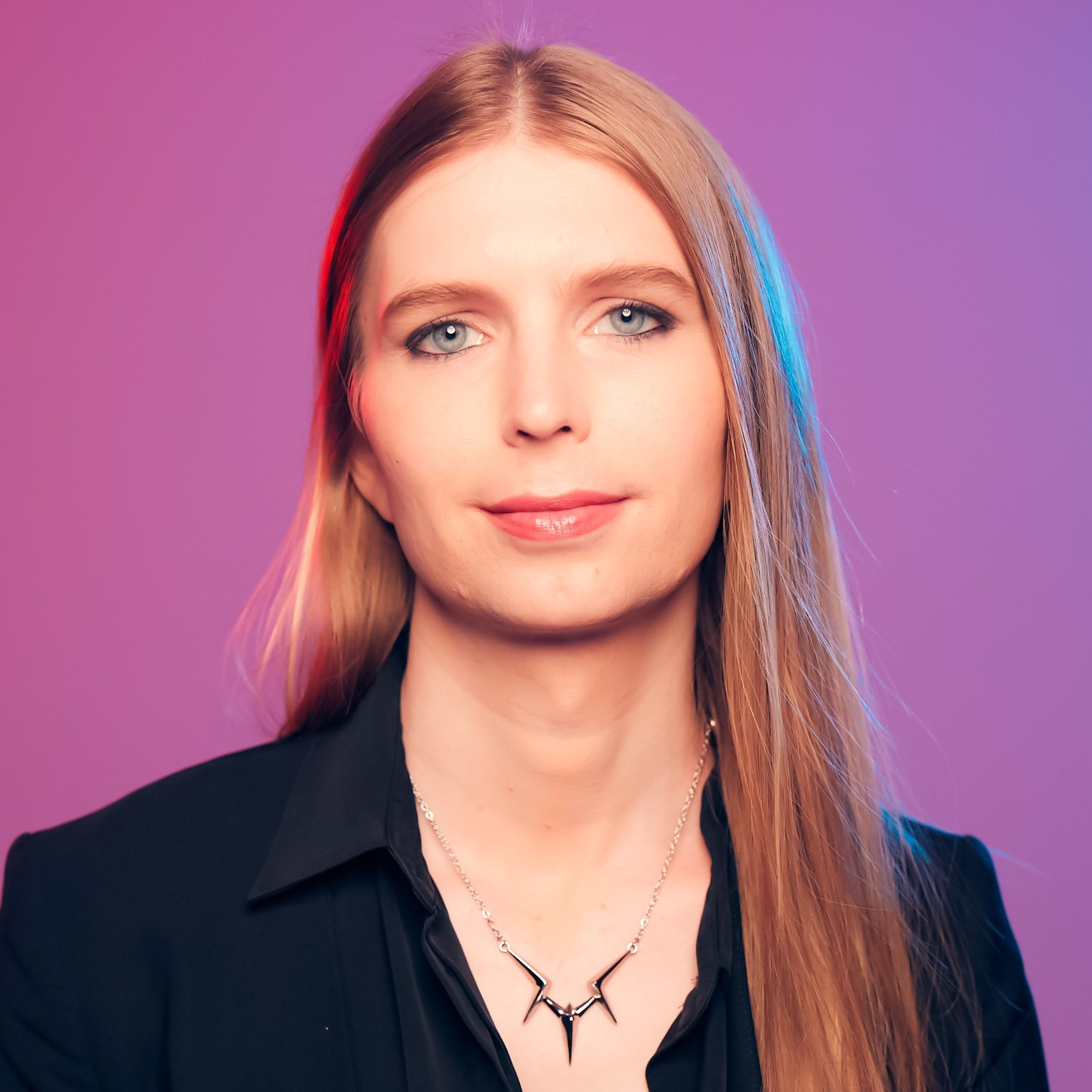
Chelsea Manning (* 1987)

- Manning, Chuck (* 1958), US-amerikanischer Jazzmusiker
- Manning, Cliodhna (* 1995), irische Sprinterin
- Manning, Daniel (1831–1887), US-amerikanischer Politiker und Finanzminister (Demokraten)
- Manning, Danny (* 1966), US-amerikanischer Basketballspieler und -trainer
- Manning, Darren (* 1975), britischer Automobilrennfahrer
- Manning, Don (1927–2014), US-amerikanischer Jazz-Musiker (Schlagzeug) und Rundfunkmoderator
- Manning, Eddie (* 1970), englischer Snookerspieler
- Manning, Eli (* 1981), US-amerikanischer American-Football-SpielerEli Manning (* 1981)

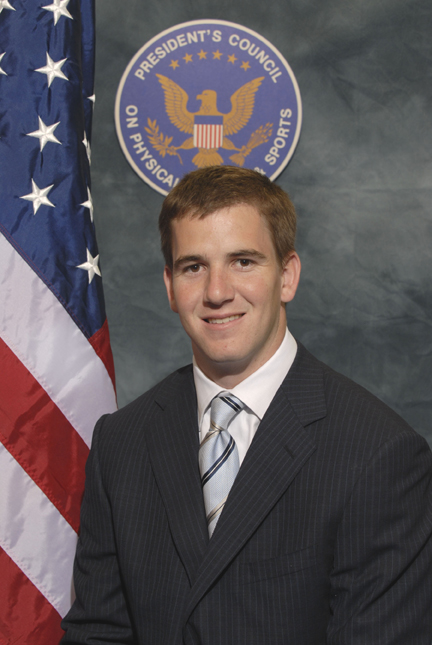
Eli Manning (* 1981)

- Manning, Elias James (1938–2019), US-amerikanischer Geistlicher und Bischof von Valença
- Manning, Erin (* 1969), kanadische Kulturtheoretikerin, Philosophin und eine Künstlerin im Bereich Tanz und Design
- Manning, Ernest (1908–1996), kanadischer Politiker
- Manning, Eugène (1931–1995), niederländischer römisch-katholischer Geistlicher, Trappist, Abt, Theologe und Ordenshistoriker
- Manning, Frankie (1914–2009), US-amerikanischer Tänzer, Tanzlehrer und Choreograph
- Manning, Frederic (1882–1935), australischer Dichter
- Manning, Gustav (1873–1953), deutsch-britisch-US-amerikanischer Fußballfunktionär
- Manning, Harold (1909–2003), US-amerikanischer Hindernis- und Langstreckenläufer
- Manning, Harry (1897–1974), US-amerikanischer Schiffskapitän
- Manning, Henry Edward (1808–1892), englischer katholischer Theologe und Kardinal
- Manning, Irene (1912–2004), US-amerikanische Schauspielerin
- Manning, Irv († 2006), US-amerikanischer Jazzmusiker
- Manning, Jack (1920–2001), US-amerikanischer Fotograf
- Manning, James (1738–1791), US-amerikanischer Baptistenpastor und Politiker
- Manning, John junior (1830–1899), US-amerikanischer Politiker
- Manning, John Lawrence (1816–1889), Gouverneur von South Carolina
- Manning, Joseph Gilbert (* 1959), US-amerikanischer Althistoriker
- Manning, Kathleen Lockhart (1890–1951), US-amerikanische Komponistin
- Manning, Kathy (* 1956), US-amerikanische Anwältin und Politikerin
- Manning, Katy (* 1946), britische Schauspielerin
- Manning, Kevin Michael (1933–2024), australischer Geistlicher, römisch-katholischer Bischof von Parramatta
- Manning, Laurence (1899–1972), kanadischer Science-Fiction-Autor
- Manning, Luca (* 1999), britischer Jazzsänger und Songwriter
- Manning, Madeline (* 1948), US-amerikanische Leichtathletin und Olympiasiegerin
- Manning, Marie (1872–1945), US-amerikanische Journalistin und Schriftstellerin
- Manning, Mary Ruth (1853–1930), irische Landschaftsmalerin und Lehrerin für Malerei
- Manning, Maurice (* 1943), irischer Politiker (Fine Gael)
- Manning, Michael, US-amerikanischer Autor, Fotograf und Grafiker
- Manning, Olivia (1908–1980), britische Schriftstellerin
- Manning, Orlando H. (1847–1909), US-amerikanischer Politiker
- Manning, Patrick (1946–2016), Premierminister von Trinidad und Tobago
- Manning, Patrick (* 1967), US-amerikanischer Ruderer
- Manning, Paul (1959–2005), US-amerikanischer Drehbuchautor und Filmproduzent
- Manning, Paul (* 1974), britischer Radrennfahrer
- Manning, Paul (* 1979), kanadischer Eishockeyspieler
- Männing, Peter (1941–2021), deutscher Politiker (SPD)
- Manning, Peyton (* 1976), US-amerikanischer American-Football-Spieler auf der Position des QuarterbacksPeyton Manning (* 1976)

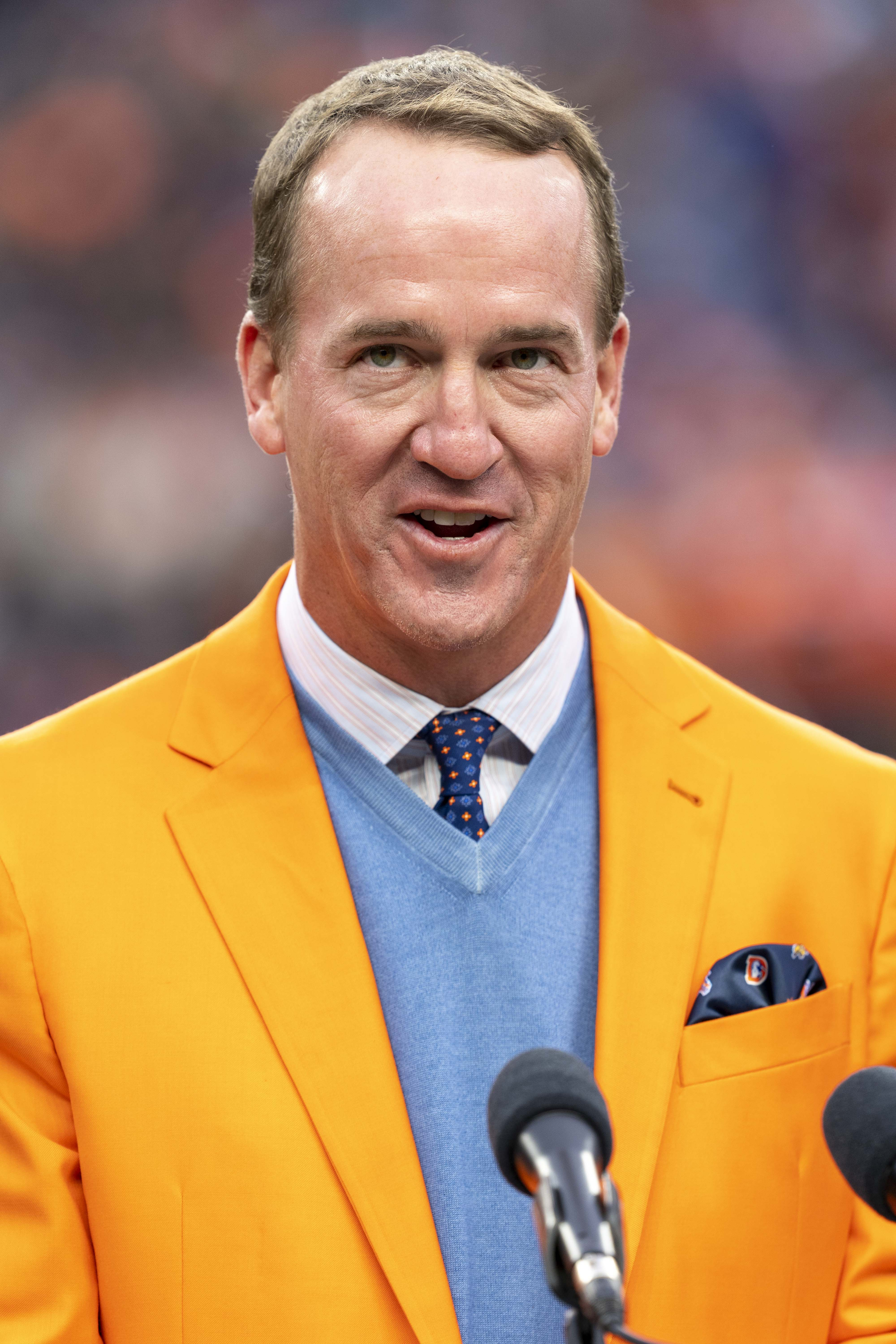
Peyton Manning (* 1976)

- Manning, Philipp (1869–1951), britisch-deutscher Schauspieler und Intendant
- Manning, Preston (* 1942), kanadischer Politiker
- Manning, Raymond B. (1934–2000), amerikanischer Zoologe und Taxonom
- Manning, Renée (* 1955), amerikanische Jazzmusikerin (Gesang, Komposition)
- Manning, Richard, US-amerikanischer Drehbuchautor und Fernsehproduzent
- Manning, Richard Irvine (1789–1836), US-amerikanischer Politiker
- Manning, Richard Irvine III (1859–1931), US-amerikanischer Politiker, Gouverneur von South Carolina
- Manning, Robert (1816–1897), irischer Ingenieur; Manning-Fließformel
- Manning, Roberta T. (1940–2018), US-amerikanische Osteuropahistorikerin
- Manning, Russ (1929–1981), US-amerikanischer Comiczeichner
- Manning, Ryan (* 1996), irischer Fußballspieler
- Manning, Sarah, US-amerikanische Jazzmusikerin und -Komponistin
- Manning, Suzanne, neuseeländische Pädagogin
- Manning, Taryn (* 1978), US-amerikanische Schauspielerin und SängerinTaryn Manning (* 1978)

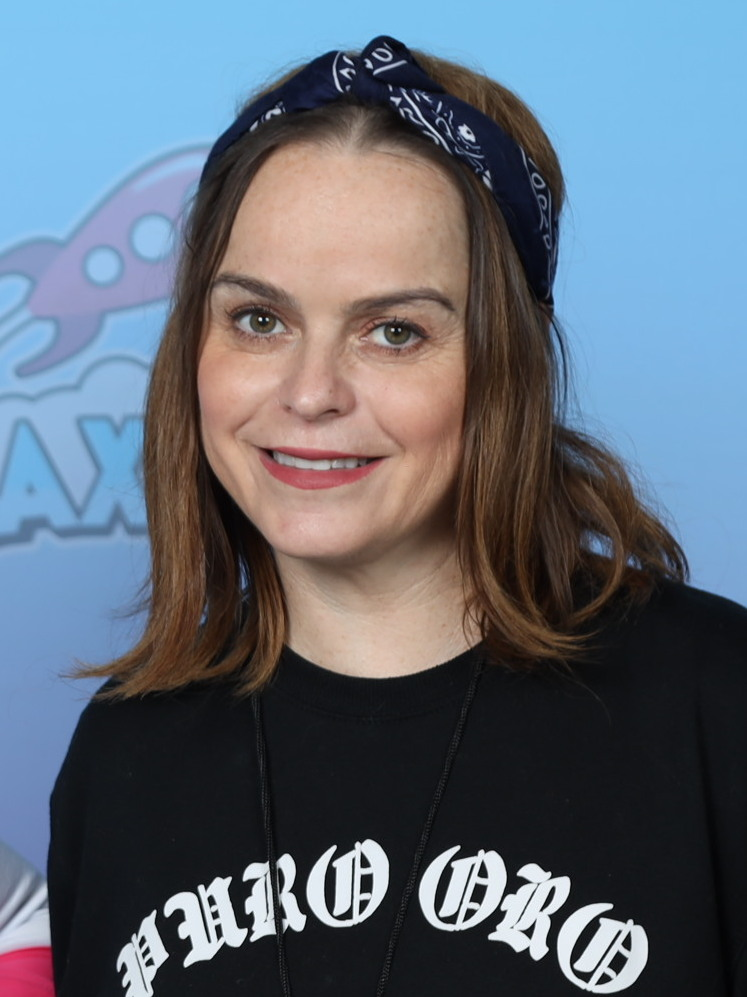
Taryn Manning (* 1978)

- Manning, Thomas (1772–1840), englischer Forschungsreisender
- Manning, Thomas Henry (1911–1998), britisch-kanadischer Polarforscher
- Manning, Timothy (1909–1989), US-amerikanischer Geistlicher, Erzbischof von Los Angeles, Kardinal
- Manning, Tomás Roberto Patricio (1922–2001), US-amerikanischer Ordensgeistlicher, katholischer Bischof
- Manning, Tony (* 1943), australischer Hindernisläufer
- Manning, Trevor (* 1945), neuseeländischer Hockeyspieler
- Manning, Van H. (1839–1892), US-amerikanischer Politiker
- Manning, Walter (1920–1945), US-amerikanischer Jagdflieger der Tuskegee Airmen
- Manninga, Hoyko († 1568), ostfriesischer Häuptling
- Manninga, Unico (1529–1588), ostfriesischer Häuptling
- Manninger, Alexander (* 1977), österreichischer FußballtorhüterAlexander Manninger (* 1977)

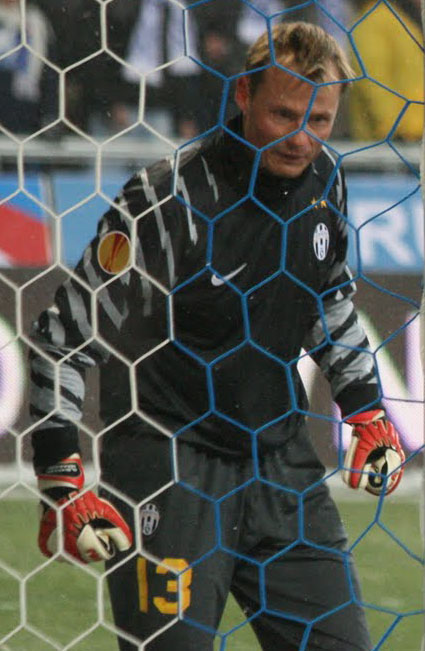
Alexander Manninger (* 1977)

- Manninger, Karl (1912–2002), deutscher Kirchenmaler
- Manninger, Rezső (1890–1970), ungarischer Veterinärmediziner und Hochschullehrer
- Manningham, Mario (* 1986), US-amerikanischer Footballspieler
- Manningham, Richard (1690–1759), englischer Geburtshelfer
- Manningham-Buller, Eliza, Baroness Manningham-Buller (* 1948), britische Politikerin und Generaldirektorin des MI5
- Manningham-Buller, Reginald, 1. Viscount Dilhorne (1905–1980), britischer Politiker (Conservative Party), Mitglied des House of Commons und Jurist
- Mannini, Daniele (* 1983), italienischer Fußballspieler
- Mannini, Giorgio (1884–1953), italienischer Filmregisseur
- Mannini, Moreno (* 1962), italienischer Fußballspieler
- Mannino, Peter (* 1984), US-amerikanischer Eishockeytorwart
- Mannio, Ari (* 1987), finnischer Speerwerfer
- Mannion, Gavin (* 1991), US-amerikanischer Radrennfahrer
- Mannion, John (* 1968), US-amerikanischer Politiker der Demokraten
- Mannion, John junior (1944–2006), irischer Politiker
- Mannion, Niccolò (* 2001), italienisch-US-amerikanischer Basketballspieler
- Mannion, Wilf (1918–2000), englischer Fußballspieler
- Mannironi, Salvatore (1901–1971), italienischer Politiker, Mitglied der Camera dei deputati und des Senato della Repubblica
- Mannironi, Sebastiano (1930–2015), italienischer Gewichtheber
- Mannisenmäki, Risto (* 1959), finnischer Rallyefahrer
- Mannix, Ashleigh (* 1988), australische Sängerin und Songwriterin
- Mannix, Daniel (1864–1963), australischer Geistlicher, Erzbischof von Melbourne
- Mannix, Eddie (1891–1963), US-amerikanischer Filmproduzent und Filmstudio-Manager

### Mannk
- Mannkopff, Andreas (1939–2015), deutscher Schauspieler und Synchronsprecher
- Mannkopff, Emil (1836–1918), deutscher Mediziner und Hochschullehrer
- Mannkopff, Georg (1859–1933), deutscher Verwaltungsjurist

### Mannl
- Mannl, Harald (1904–1961), deutscher Schauspieler und Hörspielsprecher
- Männl, Heinrich F. K. (1938–2013), deutscher Mediziner
- Mannl, Rudolph (1812–1863), österreichischer Mediziner
- Männle, Ursula (* 1944), deutsche Politikerin (CSU), MdL, MdBUrsula Männle (* 1944)

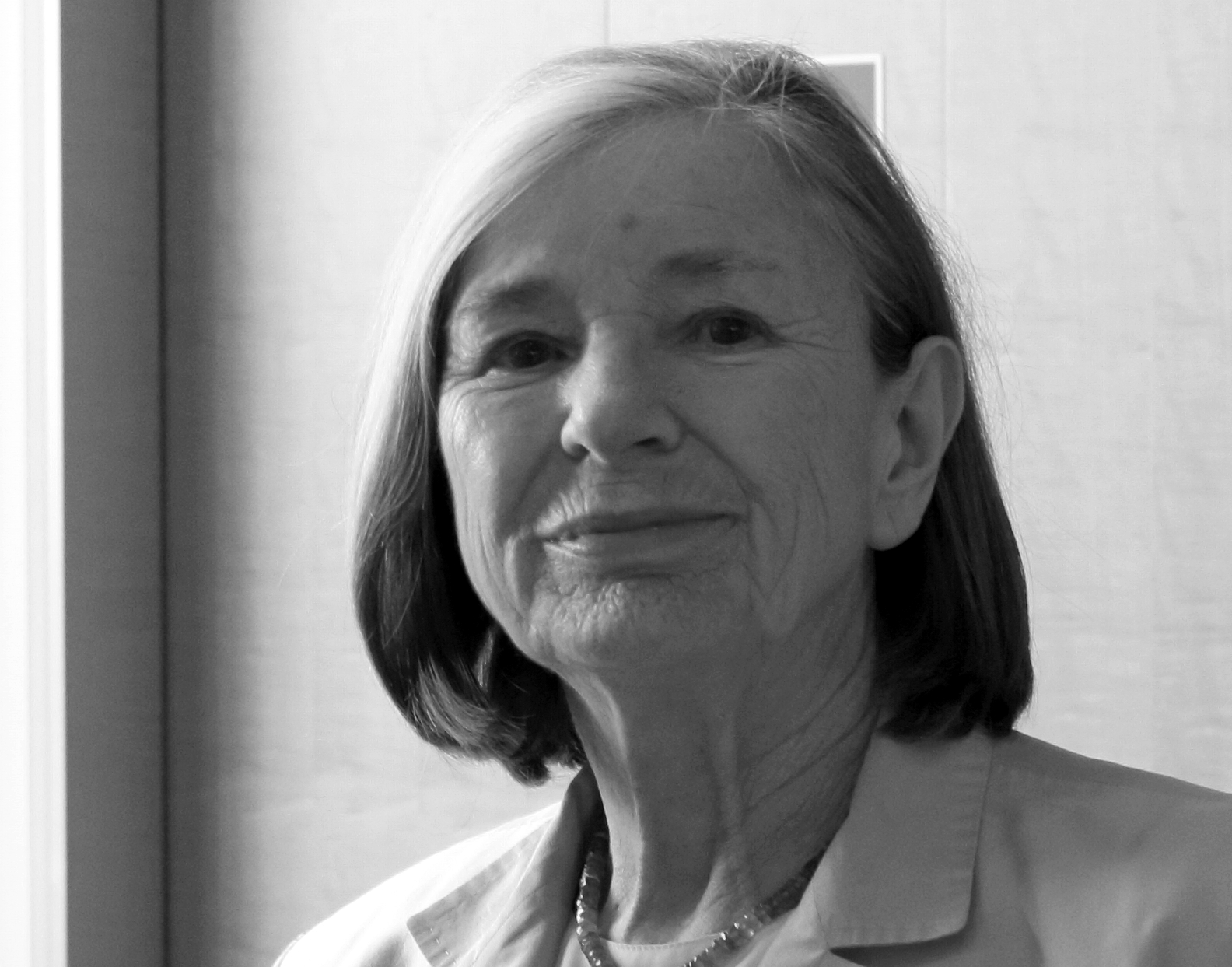
Ursula Männle (* 1944)

- Männlein, Irmgard (* 1970), deutsche Klassische Philologin
- Mannlich, Carl von (1787–1832), bayerischer Offizier und Forstmeister
- Mannlich, Conrad (1700–1758), deutscher Hofmaler
- Männlich, Daniel (1625–1701), brandenburgischer Hof-Goldschmied
- Mannlich, Georg (1669–1751), Schweizer Offizier
- Mannlich, Johann Christian von (1741–1822), deutscher Hofmaler und Generalbaudirektor
- Mannlicher, Edith (1908–2008), österreichische Bibliothekarin
- Mannlicher, Egbert (1882–1973), österreichischer Verfassungs- und Verwaltungsjurist
- Mannlicher, Ferdinand (1848–1904), österreichischer Erfinder und Konstrukteur eines Waffensystems (Repetierer mit Paketladung)
- Männling, Johann Christoph (1658–1723), deutscher Dichter und Schriftsteller

### Manno
- Manno, Antonio (1739–1810), sizilianischer Maler und Freskomaler
- Manno, Bob (* 1956), italo-kanadischer Eishockeyspieler und -trainer
- Manno, Francesco (1754–1831), italienischer Maler und Architekt des Klassizismus
- Manno, Gaetano (* 1982), deutsch-italienischer Fußballspieler
- Manno, Miltiades (1879–1935), ungarischer Künstler und Sportler
- Manno, Ralph (* 1964), deutscher Klarinettist
- Mannock, Edward (1887–1918), britischer Jagdflieger des Ersten Weltkrieges
- Mannoia, Fiorella (* 1954), italienische SängerinFiorella Mannoia (* 1954)

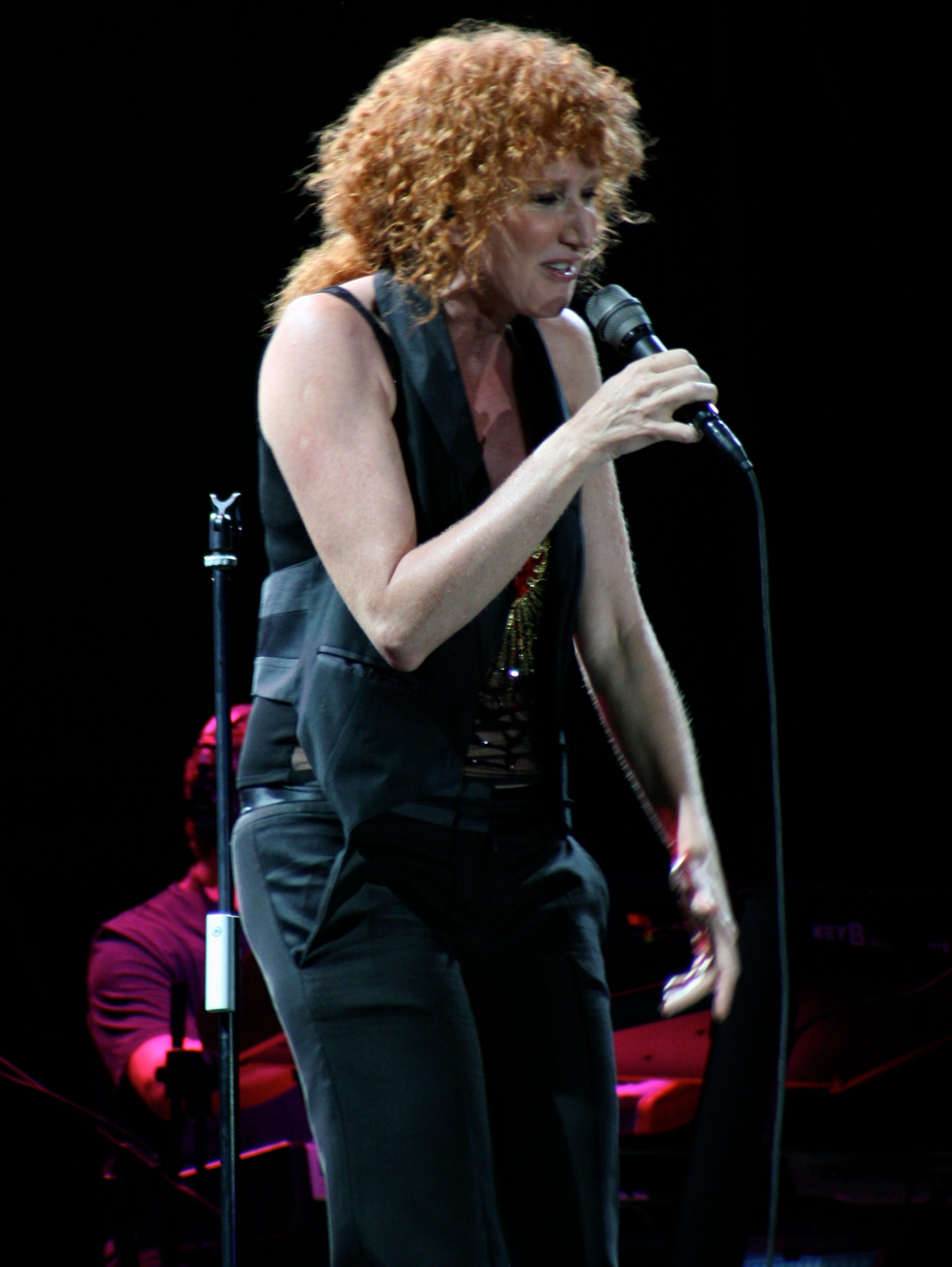
Fiorella Mannoia (* 1954)

- Mannola, Pirkko (* 1938), finnische Schauspielerin und Schlagersängerin
- Mannone, Vito (* 1988), italienischer Fußballtorhüter
- Mannonen, Olavi (1930–2019), finnischer Moderner Fünfkämpfer
- Mannoni, Maud (1923–1998), belgische Kriminologin und Psychoanalytikerin, Gründerin einer alternativ-psychiatrischen Einrichtung für Kinder und Jugendliche
- Mannoni, Octave (1899–1989), französischer Ethnologe und Philosoph
- Mannoni, Olivier (* 1960), französischer Übersetzer und Biograf
- Mannoury, Gerrit (1867–1956), niederländischer Mathematiker und Philosoph
- Mannov, Signe A. (* 1977), dänische Schauspielerin
- Mannowski, Christoph, deutscher Maler
- Mannowsky, Walter (1881–1958), deutscher Kunsthistoriker

### Manns
- Manns, Adolf (1903–1985), deutscher Journalist und Politiker (NSDAP), MdL
- Manns, Adolph (1802–1884), Landtagsabgeordneter
- Manns, August (1825–1907), britischer Militärkapellmeister und Dirigent preußischer Herkunft
- Manns, Ferdinand (1844–1922), deutscher Komponist
- Manns, Helmut (* 1947), deutscher Fußballspieler
- Manns, Kami (* 1977), deutsche Schauspielerin, Rapperin und Sportlerin
- Manns, Michael P. (1951–2025), deutscher Internist und Hochschullehrer
- Manns, Peter (1923–1991), deutscher Geistlicher, römisch-katholischer Kirchenhistoriker
- Manns-Au, Josef Schneider von (1865–1945), österreichischer Offizier
- Mannsbach, Ludwig von (1794–1872), deutscher Verwaltungsjurist im Fürstentum Reuß älterer Linie
- Mannsbarth, Arthur (* 1930), österreichischer Radrennfahrer
- Mannsbarth, Franz (1877–1950), österreichischer Luftfahrtpionier
- Mannschatz, Eberhard (1927–2019), deutscher Pädagoge und Hochschullehrer, Abteilungsleiter im Ministerium für Volksbildung der DDREberhard Mannschatz (1927–2019)

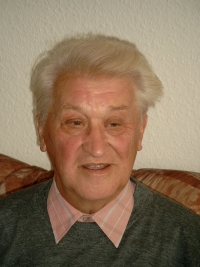
Eberhard Mannschatz (1927–2019)

- Mannschatz, Marie (* 1950), deutsche Schriftstellerin
- Mannschott, Eva (* 1962), deutsche Theater- und Filmschauspielerin
- Mannschott, Johann Adam (1884–1960), deutscher Politiker (FDP/DVP)
- Mannschreck, Albrecht (1934–2023), deutscher Chemiker
- Mannschreck, Christof (* 1966), deutscher Drehbuchautor, Liedtexter und Redakteur
- Mannsfeld, Carl Eduard (1822–1874), deutscher Jurist und konservativer Politiker, MdL (Königreich Sachsen)
- Mannsfeld, Ernst (1897–1953), deutscher Jurist und Politiker (LDPD)
- Mannsfeld, Karl (* 1939), deutscher Geograph und Politiker (DDR-CDU, CDU), MdL
- Mannsfeld, Karl Emil (1865–1945), deutscher Jurist, Verwaltungsbeamter und Politiker, Minister
- Mannsfeld, Sven-Peter (* 1935), deutscher Industriechemiker und Unternehmer in Alabama
- Mannsperger, Dietrich (* 1933), deutscher Klassischer Philologe und Numismatiker
- Mannstädt, Franz (1852–1932), deutscher Dirigent, Komponist, Pianist und Hofkapellmeister
- Mannstädt, Wilhelm (1837–1904), deutscher Kapellmeister, Schauspieler und Regisseur
- Mannstaedt, Louis (1839–1913), deutscher Ingenieur und Unternehmer
- Mannstaedt, Olga (1908–1992), deutsche Politikerin (FDP), MdA
- Mannstein, Coordt von (* 1937), deutscher Kommunikationsdesigner, Hochschullehrer sowie Unternehmer
- Mannstein, Heinrich Ferdinand (1806–1872), deutscher Gesangslehrer, Schriftsteller und Musikkritiker
- Mannström, Annika (* 1964), finnlandschwedische Segelsportlerin und Autorin
- Mannström, Sebastian (* 1988), finnischer Fußballspieler

### Mannu
- Mannucci, Alessio (* 1998), italienischer Diskuswerfer
- Mannucci, Filippo (* 1974), italienischer Ruderer
- Mannucci, Lucia (1920–2012), italienische Sängerin
- Mannus von Köln, deutscher jüdischer Unternehmer
- Mannus, Alan (* 1982), nordirischer Fußballspieler

### Manny
- Manny Marc (* 1980), deutscher Rapper und DJManny Marc (* 1980)

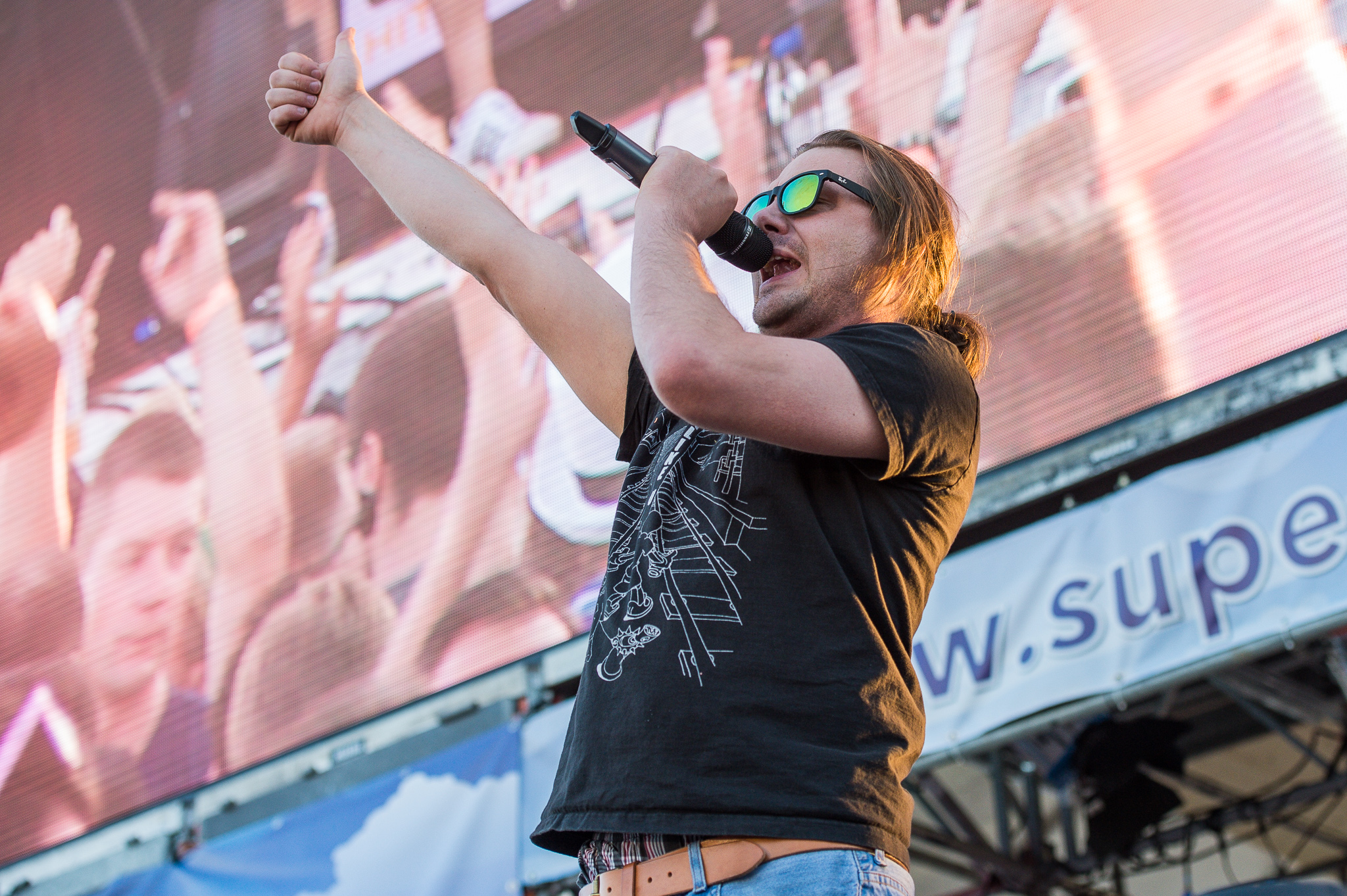
Manny Marc (* 1980)

- Manny MUA (* 1991), US-amerikanischer Visagist, YouTuber und Beauty-Blogger
- Manny, Gilles (1929–2025), kanadischer Pianist und Musikpädagoge

### Mannz
- Mannzen, Karl (1903–1980), deutscher Jurist